# パネルクイズ アタック25
『パネルクイズ アタック25』（パネルクイズ アタックにじゅうご、英語表記：PANEL QUIZ ATTACK 25）は、1975年（昭和50年）4月6日から、毎週日曜日の午後に放送されている視聴者参加型のクイズ番組である。
朝日放送テレビの制作により、開始から長らく地上波のテレビ朝日系列で放送。2021年（令和3年）9月26日に一度放送を終了したが、約半年後の2022年（令和4年）3月27日から、朝日放送テレビとジャパネットブロードキャスティングの共同制作により『パネルクイズ アタック25 Next』（パネルクイズ アタックにじゅうご ネクスト）の番組名でBSJapanextにて放送を再開した。その後、2025年（令和7年）4月6日に番組開始50年という節目を迎えることにより、日本記録認定協会より「日本で最も長く続いているクイズ番組」として正式に認定され、この日の放送分から番組名が『BS10 パネルクイズ アタック25』（ビーエステン パネルクイズ アタックにじゅうご）に変更された。
昭和、平成、令和の3世代を跨いで放送されている数少ないクイズ番組の一つで、半世紀経った現在でもレギュラー放送されている唯一の視聴者参加型クイズ番組である。

## 概要
2021年9月の地上波放送終了時点ではテレビ朝日系列フルネット24局（同時ネット）での全国ネット番組であった。
番組開始当初は13:15からの25分番組で、1975年10月から一般CMや番宣を放送する5分枠を埋めて30分番組に。1994年10月2日放送分からは、日曜正午の番組の放送時間が12:55まで延長されたため、『新婚さんいらっしゃい!』と同様に10分繰り下がっての開始となり、地上波での放送終了まで続いた。
この番組の生みの親である堤章三は、毎日放送（MBSテレビ）『アップダウンクイズ』の生みの親でもあり、構成を長く務めていた。放送開始から18年間にわたって構成を務め、監修へ移行した後に2008年末に番組を降板した。1993年からは、上方演芸放送作家の高見孔二が構成を担当。
テーマソングおよびBGMは、同局の『霊感ヤマカン第六感』やテレビ朝日『クイズタイムショック』などを担当した山下毅雄。山下自身による掛け声の「アタック!」コールと口笛の音を担当する番組のテーマソングと海外旅行チャレンジVTRクイズ出題中に流れる曲（「フライト・トゥ・パリ」）は、発売されたCDに収録されている。BGMは開始当初から全く変わっていなかったが、シンキングタイムの音楽、トップ賞のファンファーレ以外のBGMについては、2015年4月5日の放送分以降メロディーをそのまま生かしながらシンセサイザー風にアレンジされ、ステレオ収録されたものになった。
この番組の最高視聴率は関西地区で24.2%、関東地区で21.5%を記録している。
基本的なルール（後述）は放送開始時から以下を除き、ほとんど変わっていない。
- 「オープニングクイズ」での誤答が、1994年頃よりペナルティが無くなった。また、クイズの内容も変更されている。
- 不正解時の起立を1995年10月1日放送分より、3問から2問に短縮。
- 放送開始から半年後にアタックチャンスが導入される[4]。当初は1問限りだったが、後に正解が出るまで続ける方式に変更。
- 賞金が変更。
- 優勝者に与えられる旅行の行先変更。
- 2025年1月12日放送分より特定のクイズで正解すると、パネル獲得に加え不正解時にアタックチャンス前までの1回だけ2問起立免除になる権利獲得。

2021年9月の地上波時代終了までの時点で、番組初回放送からの出場者の人数は約9000人以上に上る。
一般にはただ単に「アタック25」、または「アタック」と呼ばれることが多く、新聞番組表でも地上波時代末期は「アタック」とだけクレジットされる場合が多かった。

## 歴史

### 地上波時代

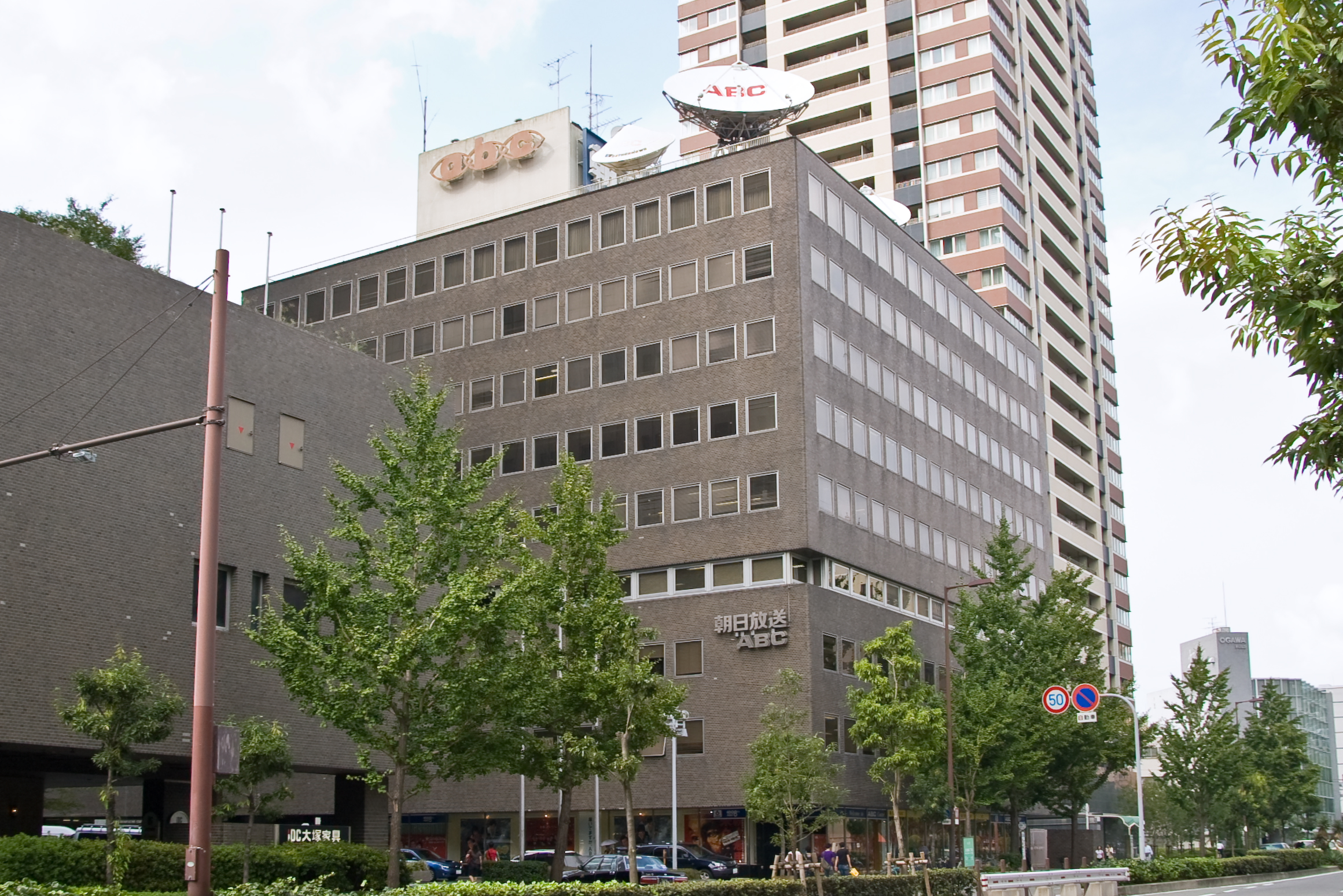
地上波時代の番組開始当初より2008年4月まで、収録が行われていたABCセンター

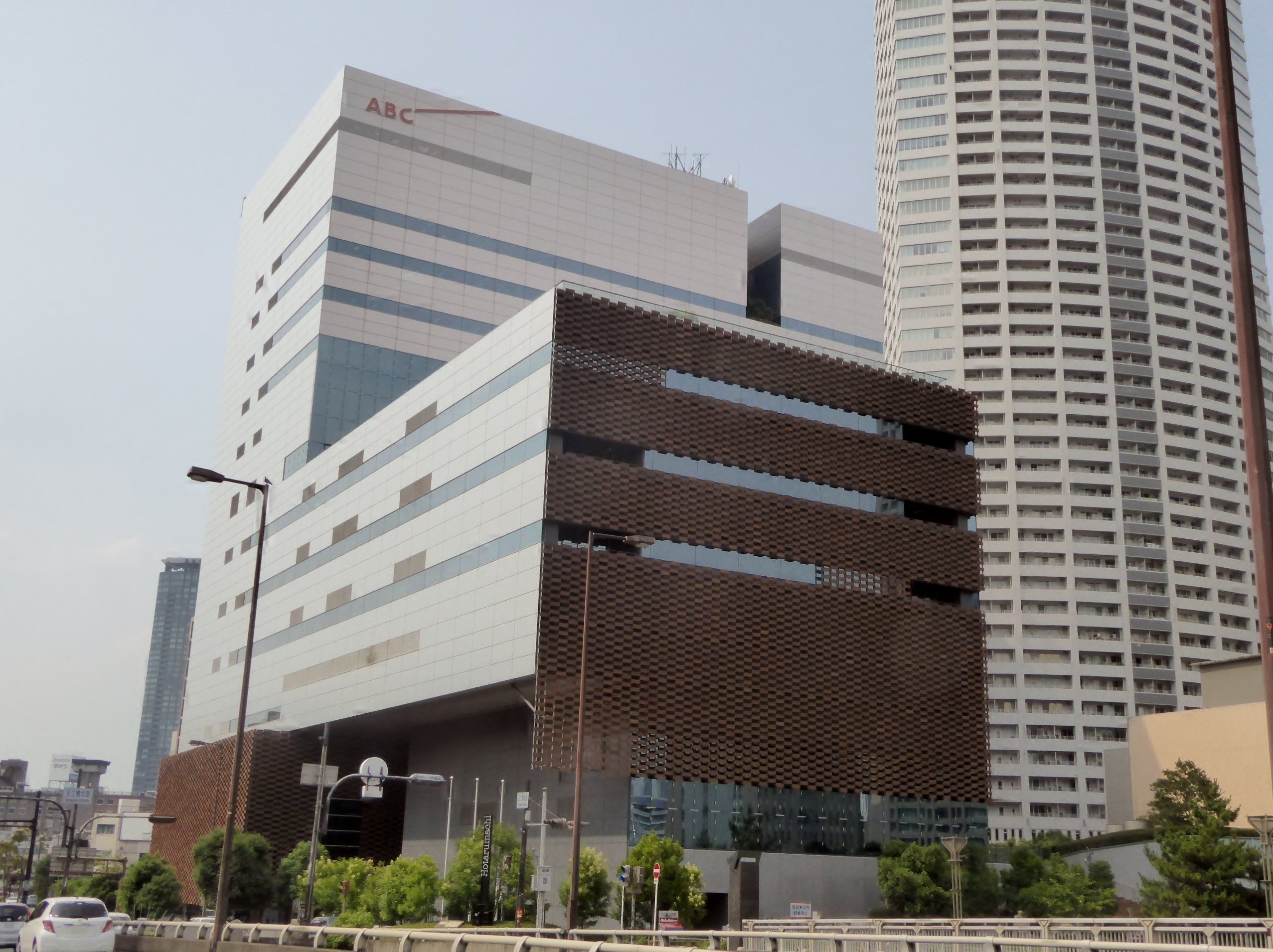
2008年4月から地上波時代終了までに番組の収録が行われていた
ABC TV本社（大阪・ほたるまち）

- この番組が誕生する1年前の1974年4月7日 - 1975年3月30日、同じく児玉が司会をした視聴者参加クイズ番組『東リクイズ・イエス・ノー』→『5人抜きQ（クイズ）・イエス・ノー』が東洋リノリユーム（現在の東リ）の一社提供の下、毎日放送制作でNET系列にて放送されたが、視聴率低迷や1975年3月31日に実施される朝日放送と毎日放送のネットチェンジを理由に終了した。しかし、東リ側が児玉司会による自社提供の番組を朝日放送でも継続して制作・放送することを熱望したため、1975年4月にこの番組が誕生。よって、NET（現在：テレビ朝日）など一部系列局では、制作局が異なるものの、児玉の司会で東リ提供の番組が継続して放送されることになった。児玉は「前の番組で成果を挙げていない（『イエス・ノー』について『正直な処、成功したとは言えなかった。解答者を弄る事が不得手な司会の私に問題が在るとも言われてました』という感想を抱いていた）のに、またというのは失礼ですから」と司会続投に難色を示し、オファーを何度も断っていた[9][10] が、東リの意向に加え『イエス・ノー』での児玉の司会ぶりを評価していた朝日放送の粘り強い説得もあって結局オファーを承諾し、2011年4月まで36年間（『イエス・ノー』時代も含めると37年間）にわたり司会を務めた。
  - NET系列単独加盟局所在地域でも、広島県では広島ホームテレビ（UHT→HOME）が開局した後も、『イエス・ノー』までは諸事情により、TBS系列の中国放送へ時差ネットされていたが[注 11]、1975年10月のテレビ新広島開局に備えた編成の整理により、本番組から系列通りUHTがネットとなった。
- TBS系列時代の朝日放送は、『ベルトクイズQ&Q』の水曜日の製作を1969年の番組開始当初だけ担当[注 12]したときの他、自社製作の視聴者参加クイズ番組は1968年放送の『ラッキークイズ さあどっち?』（司会：林家三平、久里千春）と、1970年 - 1971年放送の『3・3が9イズ』（司会の声 - 若山弦蔵）の2本しかなく、『ベルトクイズQ&Q』『夢の世界旅行 クイズジャンボ』など、TBS製作の番組ばかりであった。
- 放送開始にあたっては、朝日放送のスタッフの一人が、子供にオセロゲームを購入したことを思い出し、「このオセロゲームを使ったテレビ番組はどうだろう」と言ったことがこの企画が生まれる発端であった。次に放送時間内にクイズを答えてすべてのパネルが埋まり、最も多くのパネルを獲得した解答者が、海外旅行を賭けたクイズに挑戦すると仮定した場合、パネルの数は何枚が良いのかを試行錯誤の末に出した結論が25枚であった。また、企画段階では最終的に獲得したの数とは別に、クイズの正解数に応じて賞金を出すという案もあったが、あくまで「パネルの数」がこの番組の最大の売りとしてプロデューサーが一蹴した。さらに、使用するパネルには赤・緑・白・青の各色を使うが、当時はまだ一般家庭の一部に白黒テレビが残っていたことを理由に、この企画には社内やスポンサーから難色を示す声も挙がった。しかし、プロデューサーは「将来テレビはすべてカラーになる」と説得して回って実現させた。
- 当時、朝日放送第二制作部長であった三上泰生が初代プロデューサーに就いた[11]。番組送信などの技術畑出身で、『ワイドショー・プラスα』や『ワイドサタデー』『新婚さんいらっしゃい!』などの番組プロデューサーを務める傍ら、『残響2秒 ザ・シンフォニーホールの誕生』と『6chは上方文化や』（いずれも大阪書籍）を上梓した。自らの著書『6chは上方文化や』の中で「人生、非情なものだ。この非情さをクイズで表現したかった」と記している。
- 第1回放送（1975年4月6日）当日の新聞番組表のうち、朝日新聞東京本社[12]・毎日新聞東京本社版[13] のNETテレビの番組欄では「ペネルクイズアタック25」、さらに山陽新聞の瀬戸内海放送の番組欄では協賛スポンサーの「東リ」とすべきところを「トリオパネルクイズ」、さらにその隣のテレビ岡山の番組欄もカタカナで「トオリパネルクイズ」[14] と誤植されてしまった。
- 1992年9月27日までは、朝日放送制作全国ネット番組の中で唯一、朝日放送制作枠の15秒番組宣伝枠がなかったが、翌10月4日から放送開始[注 13]。同時に台形をモチーフにした初代番組ロゴを一新し、2代目ロゴになる。
- 1997年4月の時点で毎日放送『アップダウンクイズ』（1963年10月6日 - 1985年10月6日）、NHK『連想ゲーム』（1969年4月5日 - 1991年3月20日）の22年を抜き、全国ネットクイズ番組の長寿新記録を達成した。また、それまでの地方ローカル番組を含めた最長寿記録は、CBC『天才クイズ』の37年2か月（1967年7月26日 - 2004年9月25日[注 14]）であったが、当番組は2012年6月以降も継続したことで、クイズ番組最長寿の完全新記録達成となった。
- 視聴者参加型クイズ番組が減少する傾向の中で民放局が全国ネット向けにレギュラーで編成している視聴者参加型クイズ番組は、2021年9月の地上波時代最終回時点で当番組とフジテレビ『超逆境クイズバトル!! 99人の壁』[注 15]だけになっていた。2022年には日本テレビ『クイズ!あなたは小学5年生より賢いの?』に視聴者の参加が可能になったが2024年9月にレギュラー放送は終了、今後は特番になることから視聴者参加型は当番組のみになった。
- 1996年7月から1999年3月まで、オープニングのテーマソングがサラウンドで放送された。2003年4月6日から字幕放送を開始。2005年4月3日からハイビジョン化され、2006年4月9日よりモノラル制作（モノステレオ放送）からステレオ制作（フルステレオ放送）に変わった。2010年6月6日よりアナログ放送ではレターボックス放送となった[注 16]。

### 児玉の死去から地上波時代の終了まで
- 2011年4月17日（第1796回）放送分以降、児玉が肝機能障害により当分の間検査入院・治療に専念することを表明し、児玉休養中は朝日放送アナウンサー（ABC、現・朝日放送グループホールディングス）の浦川泰幸が代理総合司会を担当することになったが、児玉は同年5月16日に胃癌のため復帰叶わず77歳で死去。翌17日より、ABC公式サイトに哀悼のコメントが掲載された[注 17]。これに伴い、浦川が同年5月29日（第1802回）放送分より代理総合司会から正式に2代目総合司会を担当することが決まり、「児玉さんに対し、恥ずかしくない司会をやっていきたい」と決意を新たにした[15]。また、浦川は病床の児玉から「浦川君なりのアタック25を遣って貰って良いよ」と激励とアドバイスが贈られた事を明かしている。このため、2011年5月29日放送分の冒頭では、浦川がパネルボードをバックに改めて児玉死去の旨を伝えている（本来は同年5月22日に放送予定だった）。
- 2012年4月1日（第1842回）放送分より、浦川が総合司会に就任して初の大幅なリニューアルとなった。スタジオセットが4年ぶりに一新されたが、180インチの大型液晶パネルを備えた近未来的なものとなり、さらに問題もビジュアルものを増やすなどで大幅なリニューアルが施されている[16][17][18]。なお、番組当初から使用していたパネルボードは番組上では映ることはないが、出場者がパネルの戦況を確認する際に引き続き使用された。
- 2015年3月29日（第1984回）放送分をもって、浦川と角野が当番組を降板。同年4月5日（第1985回）から放送開始40周年に伴うリニューアルの一環として、児玉と親交が深かった谷原章介が3代目総合司会に就任。併せて加藤が産前産後休暇を終え9代目出題者として復帰[19][注 18]。なお、基本的なルールはそのままに、タイトルロゴ・スタジオセット・一部BGMなどをリニューアル[20][21]、早押しとパネル獲得のSEの余韻が短縮されたほか、22年ぶりにロゴが一新され（「パネルクイズ」が英文字になったが、「25」の文字は変更されていない。また、2015年は番組放送開始40周年に当たることから、タイトルロゴの下に「40TH ANNVERSARY」と記され、2020年も45周年を迎え[22]、現行タイトルロゴに「45TH ANNIVERSARY」の文字が加わった）、3代目のロゴになった。
- 2021年6月24日に、9月末で放送を終了することが一部で報道[23][24]。制作局の朝日放送テレビも、同年9月26日で当番組を終了することを、7月2日付で正式に発表した[25][26][27]。
- テレビ朝日系列の2021年秋改編に関するスポーツニッポンの6月24日付記事では、放送終了の決定に至った背景として、一時は20％を超えていた当番組の世帯視聴率が近年は5％ - 6％台で推移していたことや、民放業界全体が当番組のメインターゲットより若い世代の視聴者の獲得に向けた番組の制作へ移行していることを指摘[28]。その一方で、6月24日付のサンケイスポーツに掲載された記事では、レギュラー放送の終了後に特別番組として復活する可能性にも触れていた[29]。
- 以上の報道に対して、放送の終了を決めた朝日放送テレビ社長の山本晋也は、2021年7月14日の夏季定例社長会見で終了の理由に言及。「25枚のパネルと装置も含めて新たなクイズ番組を開発した。ずっと続いたことはみなさんからの支持があったからこそです。ファミリーで楽しんでいただく一定の役割を終えたかなと思います」と述べるとともに、「クイズ番組の草分け的存在として46年にわたり、ご愛顧いただきました。この場を借りて御礼を申し上げます」と視聴者への謝意を示した。その上で、「あの時間帯（日曜午後）での放送はなくなりますが、テレビではない、地上波ではない展開があるかもしれない」「テレビの番組となると時間など制約がありますし、そういうのを取っ払って、ルールも含めて違う発展形があるんじゃないかと現場で話している段階です」として、当番組の系譜をつなぐクイズ企画を地上波以外の場で復活させることを示唆したが、この時点では後述する衛星放送の復活は視野に入れていなかった[30][31][32][33][34][35]。
- 番組終了にあたって、児玉司会時代にAD→プロデューサーを務めた岩城正良は「さみしいと残念という感想です。番組作りのイロハを教えてもらった」としており、また番組末期までプロデューサーを務めた秋山利謙は「残念の一言ですね。クイズ番組として完成形なので、もったいない気持ちはありますね」と、番組への思いを語った[11]。また、長寿番組へと成長した理由については、クイズのルールを一貫したことを挙げ、秋山は「クイズが強ければ勝てるものでもなく、パネルの数で勝負が決まるので、3問しか答えられなくても優勝した人もいた。必ずしも強豪が勝つとは限らない面白さ、シナリオの分からない面白さが支持された」と分析[11]、岩城は枠組みを変えなかったことも挙げ「どうしても新しいプロデューサー、ディレクターがつくと、とかく番組を変えたがる傾向があるが（アタック25は）それをやらなかった。ルールの根幹を変えずにやってきて、46年（6か月）続いた」[11]と語った。さらに岩城は児玉の存在が何より大きかったことも挙げている[4]。
- 2021年9月26日（第2280回）放送分の地上波時代の最終回では「史上最強のチャンピオン決定戦」と銘打って、放送時間を30分前拡大（12:55 - 13:55、『新婚さんいらっしゃい!』は休止）した1時間スペシャルとして放送。過去のトップ賞獲得者のみを対象に、東日本・西日本の両ブロックで開催された予選会で、歴代最高難度のクイズを勝ち抜いた総勢12名の「チャンピオン」（ブロックごとに6名ずつ選出）が、予選（ブロック別の早押しクイズ）・決勝（通常のルールに沿ったパネルクイズ）の2ラウンド制で「史上最強のチャンピオン」の座を争った（後述）[36]。また、最終回放送翌日の9月27日には、平日夕方の関西地区向け報道ワイド番組『キャスト』で、当番組最終回の裏側に密着した特集企画が放送され、当日夜に朝日放送テレビ報道局の公式ユーチューブチャンネルにも、この特集の動画がアップされた[37]。
- なお、朝日放送テレビでは当番組の地上波放送終了後も、当番組の放送枠での全国ネット番組の制作を継続。終了後最初（2021年10月）の改編からは、『あなたの代わりに見てきます!リア突WEST』（改編前まで毎週土曜日の深夜＝日曜日の未明に関西ローカルで放送してきたジャニーズWESTの冠番組）[注 19]を全国ネット番組に昇格させたうえで当番組の放送枠に組み込んだが[38]、2025年4月からは再び関西ローカルに戻った。なお、同年4月からの同枠後番組には過去に単発特番で放送された、博多華丸・大吉[注 20]の冠番組『華丸丼と大吉麺』がレギュラー放送開始されている。

### 衛星放送での復活
- ジャパネットホールディングス（ジャパネットHD）は2022年1月18日、同年3月27日[注 21]より『パネルクイズ アタック25 Next』[注 22]として、BSJapanext（現：BS10）にてジャパネットブロードキャスティングと朝日放送テレビの共同制作により再スタートを切ることを発表した（番組配信とスポンサーセールスはBSJapanextが担当）。放送日時は地上波時代と同様日曜日の午後1時台で、放送時間は地上波時代の倍の1時間に拡大された。司会は地上波時代末期から引き続き谷原が務め、出題は地上波時代に1999年から2009年まで10年間担当していた沢木が13年ぶりに復帰[注 23][39][40][41]。地上波の最終形セットの一部はそのままBSJapanextの放送スタジオに持ち込み再現されたほか、パネルボードのCGや回答者席も地上波時代からそのまま使用されている。タイトルロゴも4代目のロゴに一新され、3代目を一部変更したもので、「パネルクイズ」が英文字からカタカナに戻った。
- また、BSJapanextのスマートフォン用アプリ「つながるジャパネット」[注 24]においては、番組の出場申し込み、トップ賞予想に加え、クイズ出題投稿の募集、近似値クイズの参加など、様々な双方向機能も兼ね備えて、視聴者に楽しめる内容・企画となっている[42]。
- 今回衛星放送ながら半年の充電期間を経て事実上の再開となったきっかけは、放送終了後、下記の筆頭スポンサーだったジャパネットたかたの親会社、ジャパネットHDが直々にオファーをかけたことによる[43]。2021年夏の会見で、「地上波ではない展開があるかもしれない」と示唆するコメントを残した山本は、「あの時点（2021年夏）で今回の話があったわけではない。ジャパネットさんからBSテレビ放送を開局（当時仮称：BS Japanet Next）するので、ぜひ『アタック25』をやらせていただきたいという話があった」とオファーの経緯を述べ、さらに、「非常にアタック25を愛していただき、そういう思いが強く、ぜひ開局する局（BSJapanext）でやらせていただきたい。こんなにうれしいことはない」と述べている[44]。
- 地上波時代とほぼ同じ放送時間であるため、ABCテレビが制作参加する番組が地上波テレビ朝日系列とBSで同時に並列放送される事態となっている。
- 復活以来インターネット上での同時・見逃し配信は当初行われていなかったが、2022年6月12日（Next第12回）放送分より公式アプリ「つながるジャパネット」での本放送時の同時配信および本放送後1週間の見逃し配信を開始している[45]。
- 2022年8月7日（Next第20回）から放送時間が、従来より30分繰り下げ、かつ地上波時代末期の開始時刻より5分遅い13:30 - 14:30に変更[46]。その後同年10月2日（Next第28回）からは5分繰り上がり、開始時刻が地上波時代と同じ13:25開始となった。
- 2025年1月12日（Next第128回）から番組開始から50年の節目にあたることや「BSJapanext」から「BS10」に変更されたことに伴い、地上波時代から使われてきた回答者席が13年ぶり[注 25]に一新された他、パネルボードのCGもリニューアルされた。さらに同年4月6日から番組名が「BS10 パネルクイズ アタック25」となり、タイトルロゴも一新。当日は「BS10 パネルクイズ アタック25 番組開始50年記念SP！ Presented by 日立ルームエアコン 白くまくん」として5時間にわたって放送された[47]。また、この回より見逃し配信は「つながるジャパネット」から「TVer」による配信に変更された（同時配信は「つながるジャパネット」のまま継続）[48]。

## 出演者
太字は朝日放送→ABCアナウンサー（元職を含む）。
| 期間                            | 0総合司会0 | 出題       | アシスタント |
| ------------------------------- | ---------- | ---------- | ------------ |
| 1975年04月06日 - 1976年03月28日 | 児玉清     | あかはゆき | 浅井環       |
| 1976年04月04日 - 1980年03月30日 | 児玉清     | 中村京子   | 浅井環       |
| 1980年04月06日 - 1981年03月29日 | 児玉清     | 相沢純子   | 森昌美       |
| 1981年04月05日 - 1984年07月29日 | 児玉清     | 相沢純子   | 平井悦子     |
| 1984年08月05日 - 1985年03月31日 | 児玉清     | 豊島美雪   | 平井悦子     |
| 1985年04月07日 - 1985年05月19日 | 児玉清     | 豊島美雪   | 伊藤美加     |
| 1985年05月26日 - 1993年09月26日 | 児玉清     | 豊島美雪   | （廃止）     |
| 1993年10月03日 - 1999年03月28日 | 児玉清     | 相馬宏美   | （廃止）     |
| 1999年04月04日 - 2009年03月29日 | 児玉清     | 沢木美佳子 | （廃止）     |
| 2009年04月05日 - 2011年04月10日 | 児玉清     | 加藤明子   | （廃止）     |
| 2011年04月17日 - 2013年03月31日 | 浦川泰幸   | 加藤明子   | （廃止）     |
| 2013年04月07日 - 2015年03月29日 | 浦川泰幸   | 角野友紀   | （廃止）     |
| 2015年04月05日 - 2021年09月26日 | 谷原章介   | 加藤明子   | （廃止）     |
| 2022年03月27日 - 現在           | 谷原章介   | 沢木美佳子 | （廃止）     |

### 備考

#### 地上波時代
- 初代総合司会の児玉は、1975年4月6日（第1回）放送分から2011年4月10日（第1795回）放送分までの36年間[注 27]・1793回に亘って総合司会を担当した。これは『日立 世界・ふしぎ発見!』の総合司会を放送開始当初から務めている草野仁が2022年4月に抜くまで、日本のテレビにおけるクイズ番組史上最長の司会記録となっていた。以前は世界記録に関しても保持していたが、『ホイール・オブ・フォーチュン』（放送シンジケーションバージョンのみ）で司会を務めるパット・セイジャックが2018年1月1日以降も同番組で司会を務めているため更新された[注 28]。先行で放送していた『新婚さんいらっしゃい!』においても、桂文枝が司会を第1回の放送から2022年3月27日放送分（第2588回）まで担当しており、実に51年に亘って司会を続けていた。
  - 児玉は1984年10月14日・10月28日放送分では腹膜炎による病気入院で欠席し、板東英二が代理総合司会を務めた[51]。板東を取り上げたクイズは2回出されており、1回目は1995年2月5日放送の1000回特集のアタックチャンス時の問題の答えで、2回目は2012年12月23日放送のチャンピオン大会 ファイナルステージのオープニングクイズに出演。いずれも代理総合司会当時の映像が流れた。
  - 番組開始当初、初代総合司会の児玉は出題者（アシスタント）とともに席に座り、オープニングと海外旅行クイズの時に限り立って（ハンドマイクを持って）番組を進行したが、1992年10月4日放送分から常に立って進行するようになった。
- 本放送終了後に問題内容が更新される本番組の携帯サイト[注 29]は2012年3月29日まで浦川の顔写真を使用せず、児玉の顔写真を使用していた。3月30日以降は浦川と加藤の顔写真に変更。
- 1993年1月17日・1月24日（第899回・第900回）放送分では出題者の豊島が急病のため、下村委津子が代役を務めた。
- 番組開始当初から10年ほどはパネル操作アシスタントもおり、児玉・出題者・アシスタント（1985年5月26日を最後に廃止[52]）の3人で番組を進行していた時期もあった。
- 出題者の最長在任記録は2021年9月時点で加藤の通算10年半（4年+6年半）だった。ただし、加藤は児玉とは2年しか一緒にはなっていなく（浦川とは2年、谷原とは6年半）、児玉と重なっていたのは沢木が最も長い。なお、『Next』で沢木が復帰したことにより、加藤の10年半を抜き、シリーズ通算として再度在任記録1位（地上波10年+Next1年。2023年3月時点）となった。
- なお、谷原は就任前の2013年10月27日放送分（浦川時代）にて、自身が声優としてアニメ映画『映画 ドキドキ!プリキュア マナ結婚!!?未来につなぐ希望のドレス』の悪役・マシュー（マシュマロ）役で出演している同映画の宣伝を兼ねて、オープニングクイズにVTR出演したことがあった。
  - 2016年10月22日公開の映画『バースデーカード』で、初めて映画作品に本番組が登場。主人公が本番組に青の席の解答者として出演し、主人公の父と恋人が観覧席で見守る場面が登場し、本番組の司会者である谷原も本人役で登場した[53]。

#### Next・BS10時代
- 優勝者VTRクイズの賞品（日本一周クルーズ旅行）の紹介VTRは、初回放送よりジャパネットたかたの塚本慎太郎が担当する（年間チャンピオン大会など、VTRクイズの賞品がクルーズ旅行ではない回をのぞく）。
- 2022年5月1日（第6回）放送分から7月31日（第19回）放送分までは谷原が舞台『ドライブイン カリフォルニア』に出演のため、石井亮次（先述）が代役を務めた[54][55][56][57][58]。2023年1月29日（第46回）と翌2月5日（第47回）放送分も谷原が新型コロナ感染のため、2024年3月10日（声優大会）、2024年3月31日 - 同年5月も谷原の舞台『銀行強盗にあって妻が縮んでしまった事件』出演のためそれぞれ石井が代役を務めている。

## ルール
- 4人の参加者が、赤 (■)・緑 (■)・白 (■)・青 (■)の4色に分かれて戦う。なお、各色のボタンを押した際の音と、パネルにその色が点灯する際の音は、赤→緑→白→青と席が右側に移るにつれて高い音になっている。
- 早押し問題が出題される。解答者がボタンを押したところで問題の読上げが止まり、司会が解答者を指す。通常は「赤!」という風に、色の名前を呼ぶが、チャンピオン大会の予選では「○○さん」と名前で、さらに同じ名字が複数いる場合には、「○○県の○○さん」などと言って指す。解答者が解答したのちに、司会者が問題文の残りを読み上げて、正解を確認する。
- 正解者は下の図のようなボード上の1から25までの数字が書かれたパネルのうち1枚を獲得できる。その後、色が下に記したルールに従って変わっていく。入れるパネルの番号は正解した解答者がコールする。パネルの入れ直しはできない。最終的に、自分の色のパネルの枚数を競う。解答者のスコアはパネルの獲得枚数で決めるため、「○点」とは言わず、「○枚」と言う。クイズの正解数は勝敗に関係せず、パネルの取り方に戦略性が求められる。
- 最初の正解者は、必ず13番のパネルを獲得する。13番のコールは司会者が行う。1985年春頃の一時期は1番から25番までがランダムに光るパネル[注 30]を解答ボタンで押して止めて最初のパネルの場所を決めていたが、数回で廃止された。その際流れるBGMは、その後フラッシュオンクイズで再利用された。
- 2問目以降の正解者は、下記の優先順位に従ってパネルを1つ指定し、そこを自分の色にする。司会者が「何番?」と聞いたら解答者は取るパネルの番号をコールする。
  - 自分の色のパネルで他の参加者の色のパネルを縦・横・斜めのいずれかの方向に挟める場合、そのようなパネルの中から指定する。挟まれた部分に複数の参加者の色が混在してもよい。挟まれたパネルは、オセロゲームの要領で、全て解答者の色に変わる。
 → 
（白が正解の場合、黄色の枠で囲まれたパネルの中から指定できる。10番のパネルを指定すると、14番の青が白に変わる）
  - 自分の色で挟めない場合、次の問題に正解したときに挟めるようになるパネルを指定する（「挟む意思を持ってパネルを選ぶ」と表現されることがある）。
 → 
（緑が正解の場合、黄色の枠で囲まれたパネルの中から指定できる。例えば、5番を指定すると、次に正解して3番を指定すれば、4番を挟むことができる）
  - それでも指定できない場合、参加者の色がついているパネルに縦・横・斜めいずれかで接しているパネルの中から指定する。
 → 
（赤が正解の場合、黄色の枠で囲まれたパネルが指定できる）

### 戦略
- 良く知られている戦術に、1問目の正解者が2枚目のパネルをあえて他の解答者に取らせることで、その解答者が更に次の問題に正解しても辺（3番、11番、15番、23番）を狙えなくさせるというものがある。実際、シミュレーションによる解析を行った研究[59] では、1問目に正解して中央を取った解答者は2枚目のパネルは他の解答者に取らせた方がよいという結果が出ており、また、このように、正解すると不利になる参加者のいる局面が全体の3.8%あるという結果が出ている。ただし、この研究ではルールを一部簡略化している。
- 最初の問題から3問連続で正解した解答者は、大抵は13→8→3、または13→12→11等の様に縦か横かに指定して、挟まれにくい端を狙う場合が殆どである。しかし中には、13→7→1の様に敢えて斜めに指定して、挟まれる恐れのない角を最初から狙う戦術を取る解答者も現れる。それでも、最初の問題から3問連続正解という解答者は滅多におらず、大体は3問目で他の解答者に阻止されて角のパネルを獲得されることが多いので、その戦略はリスクが大きい。

### シンキングタイムとお手付き
- シンキングタイムはおよそ7.5秒間でその間は専用のBGMが流れる。このBGMが流れ終わっても誰も解答しなかった場合は時間切れとなり、司会者がその問題の答えを発表して次の問題に移る。
- 時間切れ寸前であっても、解答ボタンが押された場合は解答することができる。ただし、画面を見て答える問題と音楽の問題では出題自体がシンキングタイムであるためBGMが流れず、ブザーが鳴った時点で出題は終了となる[注 31]。
  - 1986年10月よりシンキングタイム時のBGMが変更された[注 32]。
- お手付き・不正解の場合はブザーが鳴り、ペナルティとして解答者はその場で起立してその後2問の間は解答できない。ブザーは司会者が手元のボタンを押して鳴らす。例外的に第1問目のオープニングクイズなど一部の特別問題はこのペナルティがなく、何度でも解答できる（誰かが間違えても問題続行）。
  - ブザーが鳴ると解答席にあるランプが2つ点灯し、解答できない2問の間は起立していなければならない。起立することから、司会者は解答権が失われる状態を「お立ち」と呼んでいる。お立ちの残り問題数が減るごとにランプは1つずつ消灯する。
  - 音楽の問題や画面を見て当てる問題ではすぐ正解確認に入るため不正解のブザーのみ鳴りBGMが流れない。正解の場合のチャイムやBGMはなく、司会者が「正解!」「その通り!」などと言う[注 33]。
  - 番組開始当初から1995年9月24日（第1033回）放送分までは、不正解のお立ちは3問だった。このため解答者席のお立ちの残り問題数を示すランプも3つあった。
  - 車椅子の人、妊娠している人などが不正解の際は体調の負担を考慮して座ったままとなる特例もあるが、当然ながら座ったまま休むことができても2問解答はできない。
  - 「東リ・パネルクイズアタック25（旧）」時代は、パネルの両脇に当時の東洋リノリユームのロゴマーク（上向きの矢印）が縦に10個つながっているタイマーがあり、それがシンキングタイムのBGM（旧）とともに下から一つずつ点灯していき、10個全て点灯後「ポーン」という時報の様な音とともに全て点灯すると時間切れとなっていた。

### アタックチャンス
- 番組の放送枠が30分となった1975年10月5日（第27回）放送分より新設された特別問題であり[注 34]、その後にコーナーが定着した。当初は1回限りで、スルーまたは不正解だった場合は失効（その回のアタックチャンスは無し）となっていたが、後に正解者が出るまで問題を変えて続ける方式に改められた。
- 残りのパネルが5枚になったところで鐘（チャイム）が鳴り、「アタックチャンス」問題に突入。アタックチャンスの問題で正解した解答者は通常通りパネルを1枚指定して獲得した後、既に点灯しているパネルの内、消したいパネル（「アタックチャンスの狙い目」と呼ばれる）を1枚指定する。元の色で点滅したあとに「■黄」のパネルに変わる。開始当初は黄色にはならず、点滅後そのパネルが消灯するだけだった。長らく「アタックチャンスの狙い目」表示は黄色だったが、2016年1月17日放送分からNext時代の2024年9月8日放送分までは狙われたパネルの内側に黄色の枠が点滅した後パネルが消灯し黄色の枠のみが点灯される方式に変わり、同時に狙い目になったパネルは「黄色に変わる」→「消える」と表現するようになった。その後、解答席やパネルCGがリニューアルされた2025年1月12日放送分より再び狙い目は黄色が点灯する方式に変わった[注 35]が、すぐに廃止となり再び黄色の枠が点滅した後パネルが消灯し黄色の枠のみ点灯される方式に戻った。なお、狙い目の表現は現在も引き続き「消える」が使われている。
- アタックチャンスの問題では司会者は通常パネル獲得時に「まずは何番？」と聞きパネルを取らせ、続けて「そして、アタックチャンスの狙い目は？」と聞いて消すパネルを指定させる。
 → 
（22番に青が入って、アタックチャンスの狙い目として25番を指定）
  - アタックチャンスの狙い目に指定されたパネルは、誰も獲得していないパネルと同じ扱いになる。他人の色のパネルは勿論、自分の色のパネルでも指定できる。
- アタックチャンスの狙い目を指定する前に21枚のパネル全てが自分の色になっている状態でも、必ず自分のパネルを1枚指定しなくてはならない。ただし、過去に一度だけアタックチャンスの狙い目指定の放棄を認めた例がある。
- 大抵の回は角のパネルが指定されるが、配置によっては他の位置のパネルが狙い目に指定されることもある[注 36][注 37]。13番に狙い目を指定することはめったにないが、これまで5回指定された[注 38]。
- またアタックチャンス直前、出題中の場面にはパネルボードが表示される。1995年9月までは、スタジオのパネルを画面上部に表示し、10月からCG表示に切り替わった。2012年4月からはパネルがモニターでの表示により、アタックチャンス直前以外にも常に表示されている。
- 谷原が司会になってからは、チャイムが鳴った後、解答者と会話のやりとりを行う。さらに『Next』になってからは、「アタックチャンス前ヒソヒソトーク」として、解答者一人一人をカメラの前に立たせて、他の出場者には聞こえない形でスタッフによるインタビューを行い、それまでの戦いにおいての感想や、アタックチャンスで正解すればどの様にパネルを取ってアタックチャンスの狙い目をどこにするかを聞くようになった。司会者が残り6枚で「あと1問でアタックチャンスになる可能性があります」と予告し、アタックチャンス問題になったときは司会者は「大事な大事な、アタックチャンス！」などとコールをする。
- 1996年6月以前のアタックチャンスのアタック音は、旅行を賭けた問題に不正解だった時に流れる音の出だしの部分を加工して使用していた。また、当初の番組タイトルのロゴに倣った「アタックチャンス」と書かれた台形ロゴは、タイトルロゴが2代目に変更された後も2000年7月9日まで使用されていた。
- 2009年4月から出題中には画面の右下に「アタックチャンス」と表示されるようになった。2012年4月から右上に表示されている。
- アタックチャンスのパネル選択時は、放送開始当初から1995年9月までと2009年4月から浦川が2代目総合司会に就任する前の2012年3月まで、スタジオに設置しているパネルボードを映して行われていた。

### ラストコール・トップ賞の決定・ウェストミンスターの鐘・賞金
- 全てのパネルが埋まった時点でゲーム終了となり、最後のパネルを入れることを「ラストコール」と称する。しかし、回によっては誤答やスルーが相次ぐなどして進行が長引くケースもあり、放送時間に収まらず超過した場合はウェストミンスターの鐘[注 39]が鳴り、全てパネルが埋まっていなくてもその時点で打ち切られて、終了となる。初の実例は、1983年10月16日放送分[61][62]。
- 出場者は獲得パネルの枚数に応じた賞金を獲得する。獲得パネルの最も多い人がトップ賞。トップ賞の解答者は海外旅行を賭けたVTRクイズの挑戦権を得る。
- 25枚のパネルを全て同じ色にすると、パーフェクト賞として賞金100万円を獲得できる（2019年11月 - 現在）。パーフェクト賞の賞金は番組開始当初から長らくは50万円だった。
- 複数人が同じ枚数で並んだ場合、同点決勝を行って優勝者を決定。2人での同点決勝の場合は、先に解答権を得た解答者が正解ならばその時点で決着、不正解の場合はその問題を最後まで読み上げた上で相手に解答権が移る。両者とも不正解の場合は、次の問題で仕切り直す。3人での同点決勝の場合は、最初に解答権を得た人が不正解の場合は、その人は次の問題の解答を失い、次の問題に移る。次の問題で、先に解答権を得た人が不正解の場合、今度はまだ2問とも答えていない人が解答権を得る。それでも不正解の場合は、3人でまた次の問題で仕切り直す。1問正解で優勝決定。
  - 2人での同点決勝では、先に解答権を得た人が不正解の場合、問題を読まずに、ただちに相手側に解答させていた時期があった。
  - 3人での同点決勝は、1984年3月18日の放送で初めて行われた（赤が4枚、緑・白・青が7枚ずつ）[63]。2009年2月8日（第1690回）の放送では、赤・白・青がそれぞれ8枚ずつで史上2回目の3人同点決勝となった[注 40]。
  - ウェストミンスターの鐘が鳴るのは初期は年に1回・2回程度あったが、近年は鳴る事がごく稀になっている。かつて1995年9月には1か月の間に2回も鐘が鳴ってパネルが全て埋まらず、ゲーム終了ということもあった。ただし、芸能人大会やチャンピオン大会など特別な大会では鐘は鳴らず、全てのパネルが埋まるまで勝負は続けられる[注 41]。また特別な例として、1995年5月28日（第1016回）放送分では誤答があまりにも多かったため、スタッフの判断によりあえて鐘を鳴らさずに出場者らに全てのパネルが埋まるまで続けさせた[注 42]。
  - 2017年7月30日（第2093回）放送分では誤答やスルーが異常に相次いだことにより、番組史上初めてアタックチャンスの問題の途中（残り5枚）で鐘が鳴るという事態が発生した。
- トップの解答者にはトップ賞、それ以外の解答者には参加賞がプレゼントされる。過去に東リが単独スポンサーだった時代にはカーペットまたはカーテンまたはクッションフロアがプレゼントされていた。また、パーフェクト達成した優勝者にトップ賞の賞品に加え、それとは別にパーフェクト賞分の東リ商品を贈呈した。優勝者と参加賞では異なる品物が贈呈された。

#### 賞金額の変遷
金額はパネル1枚あたりの額。最終的に獲得した枚数に対しての賞金であり、クイズの正解数に対する賞金は一切支払われない。
- 放送開始 - 1977年3月：2000円
- 1977年4月 - 1986年3月：4000円
- 1986年4月 - 1989年3月：6000円
- 1989年4月 - 1990年3月：8000円
- 1990年4月 - 2019年10月：1万円
- 2019年11月 - 2021年9月：公表なしのため不明[注 43][64]
- 2022年3月 - 現在：1万円

また、賞金とは別に出演料のようなものとして5000円が成績に関わらず支払われる。

### 旅行を賭けた問題・エンディング
旅行を賭けた問題は、25枚のパネル盤面上にVTRを映し、古今東西問わず「ある○○」を当てる。「人物」を当てる問題がメインで、他に「都市」 、「グループ」、「国」、「都道府県」、「町・街」、「村」、「半島」、「島」、「山」、「川」、「湖」、「海峡」、「岬」、「観光地」、「国立公園」、「温泉」、「年号」、「西暦年」、「文学作品」、「楽曲」、「条約」、「組織」、「建造物」、「出来事」、「乗り物」、「遺跡」、「橋」、「公園」、「テレビドラマのタイトル」、「映画のタイトル」、「漫画のタイトル」、「生き物」、「元素」、「星座」などがある。稀に、架空のものを問う問題（ある架空の人物など）もある。
司会者から「今日はある○○を御当て頂きます」とジャンルが発表され、トップの解答者が獲得したパネルを全部外した時点で「VTRスタート!!」と言ってVTRが始まる。1990年9月以前はフィルム映像だったため、「フィルムスタート!!」と言っていた。VTR映像は、優勝者の色のパネルの部分だけしか見ることが出来ない。このため、多くのパネルを獲得していたにも関わらず映像の肝心の部分を隠されてしまうことや、逆に少ないパネル獲得にも関わらず重要な部分を見ることができたりと、独特の運不運が存在する。
現在はCGパネルにVTRが表示されるが、1995年9月24日以前はスタジオのパネルでクロマキー合成によりVTRを流していた。トップの解答者が獲得したパネルを紫色に点灯させ、その紫色の部分にだけ映像が合成される仕組み。その際、残った別の色のパネルの数字部分が透けて映像が見えていたり、格子の形が見えていた。これはクロマキー合成に紫色を使っており、格子の線は黒だが、パネルの数字は紫色を使っているためである。
映像はいくつかのヒント映像が流れ、映像の最後に、ある人物ならその人の顔写真、ある都市なら航空写真に市章、ある国なら航空写真に国旗が映される。VTR映像出題中は「フライト・トゥ・パリ」のBGMが流れる。
映像終了後、司会者に「その○○とは!?」と尋ねられ、5秒以内に答える。正解だと司会者が「正解!!」・「結構!!」・「その通り!!」・「お見事!!」などと絶叫、ファンファーレが鳴り、海外旅行獲得となる。2009年4月5日の放送から、成功時に旅行を獲得したことを示すテロップが表示されるようになった。不正解・時間切れの場合はBGMが流れる。2012年4月1日の放送から、失敗時には「残念」というテロップが表示されるようになった。
司会者が正解を説明する際、すべてのパネルが外れて見られるようになる。その際に1996年10月から周りはトップ賞獲得者の色がバックとして使われていたが、2015年5月からはトップ賞獲得者の色に関係なくクリーム色で固定された。正解を説明の際、司会者は当初、内容を書いたメモをポケットに入れていたが、現在は「アタック25」のロゴの入った黒いファイルを持っている。
エンディングの際、以前は旅行を獲得した解答者に花束が贈呈されていた。1975年4月6日の放送開始時から1995年9月24日放送分までは祝福のBGMが流される中、出題者から花束が、エールフランスの客室乗務員から旅行バッグが、1995年10月1日放送分から2012年3月25日放送分までは出題者から花束と旅行獲得プレートが渡されていた。
谷原に司会が替わった2015年4月5日放送分からは、海外旅行を獲得した場合に従来の花束・目録プレートではなく、谷原から記念のトロフィーを贈呈するようになった。このトロフィーのレプリカ（ミニチュア版）もあり、スマートフォンを含む携帯電話用の番組サイトで、番組内で出題されたものをピックアップした 「今週の3問クイズ」 の月間成績上位者5人（多数抽選）に贈呈されていた。
『Next』になった後の2022年6月12日放送分からは、記念のトロフィーは正解・不正解関係なくトップ賞で贈呈するようになり、出場者・放送日・放送出場時の獲得パネルを刻んだトロフィーにリニューアルされた。

## 優勝特典の旅行
番組開始当初から長らく、優勝特典はエールフランス協賛によるパリ旅行であり、番組の売りとなっていた。この間、番組のエンディングでは児玉が毎回「パリがあなたを待っています！」 という決め台詞を言っていた。また初期にはオープニングでの挨拶の際、児玉が「さぁ、25枚のパネルにアタックしましょう」という決め台詞の後にパリにまつわる短いエッセー的なコメントを述べ、続けて司会者、問題読み担当、アシスタントが挨拶を行っていた。またスタジオではエールフランスの女性客室乗務員が、優勝者に旅行の目録とバッグを渡す為に収録に参加しており、旅行の紹介の際にもその客室乗務員が映されていた。
毎回、番組のタイトル表示、テーマ曲の前にはエールフランスの旅客機が飛び立つ映像が使われていたが、パリ旅行中止とともに消滅した。2007年4月1日放送分で、旅行先がパリ・ミラノに変更されたことに伴って、オープニングクイズ出題前に久々にエールフランスの旅客機が飛んでいる映像が流れた。
2001年4月、旅行先にパリが復活。ただし、エールフランスではなく、日本の旅行会社が主催するツアーとの提携である。なお初代司会者の児玉は長らく樫山文枝と近畿日本ツーリストのCMに出演していた。
旅行に行けるのは1人で、2人ペアでの旅行は、チャンピオン大会等の特別企画のみだったが、2009年4月以降は通常回でも2人ペアでの旅行獲得ができるようになった。
1995年10月のニューヨークとフロリダ・ウォルトディズニーワールドの旅に変更以降、旅行先が変更される際の1か月間は通常のオープニングクイズが旅行先にまつわるクイズに変更される。この時のVTRでは、初代司会者の児玉と出題者が実際に旅行先へ赴き、そこから出題を行う。なお、この旅行先にまつわる問題が実施される場合、読み上げ問題の間に挟まれる、通常の映像（ビジュアル）クイズと音楽の問題の合計4問のうち、1問 - 2問分が削減される。ただ、2011年5月15日の一部旅行先変更の際には、音楽の問題が出題された上、出題者の加藤だけが赴いた。
その後、2012年4月1日放送分からスペイン・フランス・イタリアをめぐる地中海クルーズ・ペア10日間の旅に変更され、VTRクイズ出題前の旅行先紹介VTRが復活した。ただし、これまで旅行先変更のたびに行われてきた、その旅行先にまつわるクイズが出題されなくなり、代わりに新登場となったVTRゲストが登場して出題するクイズに変更された。
2021年4月4日放送分より沖縄県宮古島ペア2泊3日の旅に変更され、地上波の最終回まで続いた。
2022年3月27日放送分（Nextでの第1回）からはジャパネットグループの一つであるジャパネットクルーズが提供する日本一周クルーズ10日間の旅に変更されている。

### 旅行先の変遷
| 期間          | 期間          | 旅行先                                                                         | 旅行提供会社                          |
| ------------- | ------------- | ------------------------------------------------------------------------------ | ------------------------------------- |
| 1975年4月6日  | 1976年3月     | パリ                                                                           | エールフランス                        |
| 1976年4月     | 1977年頃      | タヒチ                                                                         | エールフランス                        |
| 1977年頃      | 1981年4月     | パリ                                                                           | エールフランス                        |
| 1981年5月     | 1985年頃      | パリ・ディジョン                                                               | エールフランス                        |
| 1985年頃      | 1991年頃      | パリ・ニース                                                                   | エールフランス                        |
| 1991年頃      | 1995年9月     | パリ・カンヌ                                                                   | エールフランス                        |
| 1995年10月    | 2000年2月     | ニューヨークとフロリダ・ウォルトディズニーワールドの旅                         | 日本旅行→JALパックAVA（1998年4月 - ） |
| 2000年3月     | 2001年3月     | ウォルトディズニーワールドとディズニークルーズライン8日間の旅                  | JALパックI'll                         |
| 2001年4月     | 2002年3月     | ヴェネツィア・フィレンツェ・ローマとパリ10日間の旅                             | JALパックAVA                          |
| 2002年4月     | 2003年6月     | パリ・ロワール・モンサンミッシェル10日間の旅                                   | ANA（全日空）ハローツアー             |
| 2003年7月     | 2004年3月     | ドイツ・ロマンチック街道とスイス・アルプス、パリの旅                           | ANA（全日空）ハローツアー             |
| 2004年4月     | 2005年3月     | パリ・モンサンミッシェル・プロヴァンスを巡るフランス縦断10日間の旅             | ANA（全日空）ハローツアー             |
| 2005年4月     | 2006年3月     | 充実のローマ・パリ9日間の旅                                                    | 近畿日本ツーリスト・ホリディ          |
| 2006年4月     | 2007年3月     | 充実のオーストリア・パリ9日間の旅                                              | 近畿日本ツーリスト・ホリディ          |
| 2007年4月     | 2008年3月     | 充実のパリ・ミラノ9日間の旅                                                    | 近畿日本ツーリスト・ホリディ          |
| 2008年4月6日  | 2009年3月29日 | 充実のスペイン・パリ9日間の旅                                                  | 近畿日本ツーリスト・ホリディ          |
| 2009年4月5日  | 2010年5月30日 | 地中海クルーズ・ペア10日間の旅                                                 | PTS                                   |
| 2010年6月6日  | 2012年3月25日 | 憧れのエーゲ海クルーズ・ペア10日間の旅                                         | PTS                                   |
| 2012年4月1日  | 2014年3月30日 | スペイン・フランス・イタリアをめぐる地中海クルーズ・ペア10日間の旅             | PTS                                   |
| 2014年4月6日  | 2015年3月29日 | 豪華客船で行く地中海クルーズ・ペア10日間の旅                                   | JTB                                   |
| 2015年4月5日  | 2018年3月25日 | 英国が誇る豪華客船クイーン・ヴィクトリアで行く地中海クルーズ・ペア10日間の旅   | JTB                                   |
| 2018年4月8日  | 2019年3月31日 | プレミアムクルーズラインプリンセスクルーズで巡る地中海クルーズ・ペア11日間の旅 | JTB                                   |
| 2019年4月7日  | 2021年3月28日 | JAL日本航空直行便で行くハワイ島・オアフ島ペア6日間の旅                         | JALパック                             |
| 2021年4月4日  | 2021年9月26日 | 沖縄・宮古島ペア2泊3日の旅                                                     | 宮古島 シギラセブンマイルズリゾート   |
| 2022年3月27日 | 現在          | 豪華客船「MSCベリッシマ」で行くあこがれの日本一周・韓国クルーズペア10日間の旅  | ジャパネットクルーズ                  |

## クイズの種類
番組内で出題される問題はほとんどが読み上げ形式で、答えは解答後・シンキングタイム終了後にテロップで出される（1994年3月6日から）。問題読み上げの途中で押された際、正解・不正解に関係無く司会者が問題を最後まで読み上げて解説する。
読み上げ問題以外では以下の形式が用意されている。

### 現在
放送時間が地上波時代から『Next』で倍の1時間放送になってからは、新しい趣向のクイズもスタートさせるなどの拡充を行った。『Next』からは「数字をあてましょう」を除き早押しで、お手付き・誤答しても、「すべて答えましょう」・「漢字を当てましょう」・「ふるさとクイズ」に限りペナルティーは発生せず正解が出るまで何度でも解答できるが、出題前に「お立ち」となっている解答者は解答に参加できない。

#### オープニングクイズ
当初は第1問から出題者による通常の読み上げ問題から始まっていたが、パネルの書体が変更された1984年10月からオープニングクイズを導入した。
オープニングクイズ導入当初は「フラッシュオンクイズ」として、パネルボード上にある人物の顔写真をアップから少しずつ引いていく映像を合成、その上にランダムでフラッシュされる黄色のパネルに隠れている写真の人物を当てる。1994年4月にパネルは使用せず分割された写真が繋ぎ合わさる映像を見て当てる形式へと変更された（名称はフラッシュオンクイズのままであった）。
フラッシュオンクイズは黄色のパネルがランダムフラッシュする形式では他のクイズ同様間違えるとお立ちとなったが（誤答した解答者が出てもその解答者が起立した後に正解者が出るまでその問題が続けられる） 、分割された写真が繋ぎ合わさる形式となった時からお手付きでもペナルティ無しに変更された（この形式でも正解者が出るまで続けられる） 。
1996年10月から系列各局からのご当地映像クイズに、その後1997年5月からは街頭インタビューとプロフィールのヒントからある人物を当てる形式になった。演出もCGを使った形式になっている。2005年10月からは人物当てから物当てに、2008年10月からは物当てクイズから人物当てクイズが3年ぶりに復活となり、人物の写真を泡状のCGで隠されているものを見て人物を当てるものに変わった。
2012年4月1日放送分から2018年11月11日放送分まではタレントによるゲストクイズに変わり、VTR出演による本人に関する問題を3個か5個のヒントと共に出す。全部ヒントを言った場合はゲストが終了を知らせて時間切れとなり、次の問題で13番を埋める色を決める。
2018年11月18日放送分からは「パネルを使った隠し絵の問題」に変更。人物・場所の名前・スポーツなど何を当てるかは回によって様々である。パネルが1つずつランダムに消えていき、徐々に見えてくるものが何かを当てる。フラッシュオンクイズとは異なり、消えたパネルは再び出てこない。
また、優勝者のVTRクイズ正解時の旅行先が変更されると、司会者と出題の女性がその地に赴き、旅行先にまつわる問題が4週にわたり出題されていた。ただし、2011年5月15日（第1800回）放送分からエーゲ海クルーズの旅行内容の一部が変更された時には、児玉が入院中だった影響から、出題者の加藤のみが赴いていた。さらに、2012年4月1日放送分での「地中海クルーズペア10日間の旅」への変更の際には、旅行先にまつわる問題が出題されずそれ以降行われなくなっている。

#### 映像クイズ
一例である。★がついているものは現在（Next）のもの。映像クイズの呼称は「ビジュアルクイズ」になっており（2004年4月以降）、2015年4月からは以下の問題が週替わりで出題される。通常の読み上げ問題においても、映像を用いる場合がある。
- アナグラム問題
著名人（架空の人物を含む）の名前を並べ替えて作った文章を見て、元の名前を当てる。時間がたつにつれて元の名前に戻っていく。2012年4月からは著名人の名前以外のものも出題されている。
- 熟語問題
2枚の16分割されバラバラになったパズルの文字が、何という二字熟語になるかを当てる問題。浦川時代は9分割と難易度がやや低かった。
- 順番問題
スロットの5つの窓の内、4つの窓にヒントが書かれており1つ抜けている正解を導き出す問題。すべての窓が開いてもしばらく解答がなければヒントが画面に出てくる。例えばアテネ→北京→ロンドン→？→東京と出た問題でこの問題は「過去の夏季オリンピック歴代開催地」と解る為、？にはリオデジャネイロが入る。5つの窓の何処に？が入るかは解答者には明かされない。2015年4月以降はスロットの演出が廃止され、最初から4つのヒントが表示されるようになる。
- ランキング問題
上位5位までのランキングとヒントを見て、抜けている順位の国・都道府県・都市名や品物名などを当てる[注 62]。順番問題が登場した2014年3月からリニューアル前の2015年3月までは出題されなかった。
- 映画問題★
映画の一部を見て、それに関連する問題に答える。2012年4月から2013年3月までは第5問、2013年4月からはパネルが15枚埋まった時点で出題される。
- 映像での3択問題[注 63]★
- 隠し絵問題
海の下に隠された絵や写真が何かを当てる。船の軌跡によって、次第に下の絵や写真が見えてくる。のちに雲の奥に隠された絵や写真は何か、作者は誰か、もしくは写真に写っている人を当てる形式に変更。この場合は青い鳥が飛んだ跡により、次第に見えてくる。
- 4ヒントクイズ
現れる4つのヒントに当てはまるものを当てる。児玉・浦川時代はヒントが5つある5ヒントクイズとして行われていた。
- 間違い探し
6つの選択肢の中から、問題に当てはまらないものを当てる。
- 共通する○○は何?
例えば、「共通する漢字は何?」の場合、6つのヒントに共通する漢字を当てる。
- 四字熟語
次第に完成していく四字熟語を当てる。
- 立体文字クイズ
CGで立体的に作られた漢字一文字を様々な視点で映し、その漢字を当てる。
- ペアクイズ★
上段の1番 - 4番と下段の5番 - 8番を組み合わせてできる4組のペアのうち、指定された組み合わせが何番と何番なのかを当てる。
- ゲストクイズ★
- 記憶クイズ★
5つの画像を数秒間流し、その後、出題される問題の答えを当てる。

#### 音楽の問題
当初は特定のテーマに沿った曲名や歌手名を当てる問題が中心だったが、後に3曲流し、タイトルに共通して入っている言葉を当てる、歌手名または曲名の頭文字を繋いで3文字の言葉を当てる、歌っている歌手の人数をすべて足した人数を当てるなど、多様な形式が登場した。
なお、問題数も当初は3問あったが、次第に2問→1問と減った。
また、児玉司会時代に海外旅行先が変わる際、それぞれの旅行地に関するクイズが出題された放送回には出題されなかった。2012年4月1日放送分から2013年3月31日放送分まではパネルが15枚埋まった段階で出題される形式に変わったが、収録状況によっては出題されない日もある。

#### 視聴者投稿クイズ
2022年8月7日放送分で初登場。パネルがおおむね3枚埋まった時点で出題される。視聴者からアプリで投稿された映像クイズが出題される。採用されると番組オリジナルマグカップがプレゼントされる。

#### 「すべて答えましょう」
パネルがおおむね5枚埋まった時点で出題される。
複数ある答えを全て答えることでパネルを1枚獲得する。お手つきのペナルティは無い。
基本的には、一つの問題に対して複数ある答えを全て挙げる一問多答問題が出題されるが、2023年7月9日放送分では特定の括りに沿った4問前後の問題が一括で出題され、それらを全て答える形式が出題された。
不正解が続くと司会者からヒントが与えられる。

#### 近似値問題「数字をあてましょう」
パネルがおおむね10枚埋まった時点で出題される。
フリップに数字で書いて答える近似値問題が出題され、一番近い解答者がパネル1枚獲得。
2022年8月21日放送分で、初めてぴったり正解した解答者が現れた。
2022年12月31日放送分の「年間チャンピオン大会Final Round 最終決戦」からは、正解から一番遠い解答者はペナルティとして以降の2問はお立ちとなり解答できない。当初は不正解のブザーやBGMが流れないで、解答席にあるランプが2つ点灯するのみだったが、2023年1月15日からはお立ちのBGMが流れるようになった。
一番近い解答者が2人以上の場合は、1 - 25の数字が書かれたカードが入ったくじ引きで決め、数字の大きいカードを引いた解答者がパネルを獲得する。逆に、一番遠い解答者が2人以上の場合は、同様のくじ引きで決め、数字の小さいカードを引いた解答者が2問お立ちとなる。
また、2022年7月10日放送分からは本放送に限り視聴者も公式アプリ「つながるジャパネット」のコメント機能から参加する事ができ、正解した人の中から抽選で番組オリジナルクリアファイルをプレゼントされる。
解答席がリニューアルされた2025年1月12日放送分（第二部・芸能人大会）よりフリップからモニター画面に記入する方式に変わった。

#### 「漢字を当てましょう」
2023年4月23日放送分で初登場、以降年間チャンピオン大会・ファーストラウンドの回において「すべて答えましょう」の代わりに出題される。パネルがおおむね5枚埋まった時点で出題される。
最初に今回のテーマを発表した後、そのテーマに沿った漢字の読み問題を出題。時間経過と共に少しずつ表示される漢字の読み仮名を答える。
誰かが3問正解するまで続けられ、3問先取した解答者がパネルを1枚獲得する。

#### ポチャッコクイズ
2025年1月12日放送分からBS10PR大使のポチャッコがクイズを担当。通常は司会が正誤判定をするが、このクイズはポチャッコが判定する。また、このクイズに正解するとその後1回だけ誤答してもお立ちを回避でき、アタックチャンス前まで効力がある。

#### 「1番を当てましょう」
2025年3月9日放送分から数字を当てましょうに替わって開始された。問題が出題され、複数の選択肢（概ね6個）から1番になるものを早押し順に指定していき、1番または最も1番に近い解答者が正解となる。最も1番から遠い解答者が2問お立ちとなる。

#### アタックロスト
BS10開局特番回と出張アタック回で実施。パネル15枚の時点で行われ、正解した挑戦者がパネルを消せるのはアタックチャンスと似ているが、消す色は自分の色以外から抽選で決める点が異なる。1枚もない色を引いたときはパネルを消さずに次の問題に進む。開局特番のレギュラー放送回は0枚の青を選んでしまい失敗。特別回では、アタックロストに成功した。
また、アタックチャンスの狙い目が黄色なのに対し、アタックロストの狙い目は導入当初のアタックチャンスと同様に色が消灯する方式だった。

### 過去

#### パーソナルクイズ
1992年9月まで。解答者の趣味や職業などのプロフィールにまつわる問題が出題されるが、お立ちでない全員に解答権がある。
オープニングクイズから3問出題後に行われる形式で、赤から席の順に4人の解答者に関するエピソードの関連問題を1問ずつ計4問出題。当初は司会者が解答者のプロフィールを短く一言で紹介してから出題していたが、後に司会者が解答者にインタビューをして会話のやりとりがなされた後に出題するようになった。なお、年間チャンピオン大会ではパーソナルクイズに代わり、解答者がそれぞれトップ賞をとった回のフィルムクイズの答えの関連エピソードから出題した。
初期は、各解答者の生年月日の朝日新聞に載ったニュースから出題するクイズだった。

#### 7ヒントクイズ
正式名称は無く、児玉は「画面を見てお答え頂く問題」などと言っていた。BGMに合わせて写真などが1枚ずつ見せられ（全部で7枚）、それらに共通するもの等を答える。なお、この問題に限り、誤答があった場合でも正解者が出るか時間切れになるまでVTRを流し続けていた。また、このクイズが出る前でお立ちの解答者がいる際に誤答が出たら、その時点でお立ちの残り問題数が1問分減らされた。

#### 地域創生「ふるさとクイズ」
『Next』時代まで、パネルが15枚埋まった時点で出題された。全国各地に関連する映像を見て、それに関連性の深い問題に答え、この問題はいくつかのヒントを頼りに正解を導き出す。
2022年7月3日以前は通常の読み上げ問題と同じ形式で、誤答・お手つきでペナルティもあったが、同年7月10日放送分からはペナルティがなくなった。正解者にはパネル1枚獲得の他、クイズの出題元となった自治体からも賞品が贈呈された。

## 特別企画

### 地上波時代

#### 1970年代
- 1975年7月27日（第17回）放送分の藤田まこと、石坂浩二、桂三枝（現在：6代目桂文枝）、高岡健二（現在：高岡建治）を迎えたゲスト特集で、石坂が優勝している。このときのバックセットは観客席ではなく解答者の席の色に沿ったスパンコールだった。また出演者は全員が初代のタイトルロゴを書いた丸いワッペンをつけていた。
- 1976年1月4日と1月11日は2週に渡っての正月タレント大会で、1週目は俳優大会で真理アンヌ・牧美智子・川口厚・大橋壮太。2週目は上方漫才師大会で横山やすし・西川きよし、海原千里・海原万里、内海桂子・内海好江、京唄子・鳳啓助[67]。
- 1977年3月6日放送分の番組100回記念大会を迎えキダ・タロー、浜村淳、松岡きっこ、黒澤久雄。優勝は浜村淳[68]。
- 1977年11月20日の放送分は花のフランスゲスト大会。当時のフランス大使・エールフランスのキャビンアテンダント・岡田真澄ら出演[68]。
- 1979年2月11日放送分は200回記念大会はマンガ家大会。モンキー・パンチ、里中満智子、鈴木義司、針すなお。鈴木義司が優勝。海外行き問題は「ディズニー」で正解[69]。

#### 1980年代
- 1981年2月8日放送分は300回記念大会激突!草野球チーム大会は初のチーム対抗戦。優勝は兵庫県の殿様クラブ。海外行き問題は木田勇で正解[69]。
- 1982年6月20日に新劇新人大会で、俳優座・民藝・青年座・関芸が対決[69]。
- 1983年2月6日は400回記念全国大会で、4週にわたり各地区の代表を選出、5週目は頂上対決で東京都の塾講師が優勝[69]。
- 1985年1月20日に500回記念女子大生クイズの女王選出大会で、4週にわたり、各地区予選を行い、5週目は頂上対決で、京都府の同志社女子大学の学生が優勝[70]。
- 1985年4月7日は10周年記念大会「10歳児と人気アニメ声優」を開催した。大山のぶ代・古川登志夫・三輪勝恵・古谷徹が10歳児とそれぞれペアを組んで出場し、古谷と神奈川県の小学生が優勝[52]。
- 毎年、8月に「小学生親子ペア大会」（2013年から）、9月の敬老の日の前日[注 65]に60歳以上対象の「熟年大会」が行われる[注 66]。
- 過去には1994年まで「中学生大会」、1996年まで「小学生大会」、2011年まで「高校生大会」、1997年から2011年まで「高校生VS高校の先生大会」が開催されていた。なお、高校生大会は2016年、中学生大会は2023年に復活している。
- 当番組は基本的に一般視聴者が参加する番組だが、2005年から2007年には9月第1週にタレントやお笑い芸人の2人1組、計4組が解答者として出場する「芸能人大会」が開催された。なお、上記の「アナウンサー大会」同様、出題場面が途中でダイジェストの扱いとして放送されることがある。芸能人大会はこの時期以外に2006年3月5日（第1547回）放送分でも開催されている。
  - その最新回は、2017年3月26日放送分であるが、詳しくは後述。
- 過去には、数年に一度、過去5年以内（またはそれ以上）に出場者で優勝したとしても海外旅行を逃した人、最後で逆転されて優勝を逃した人、解答できずに終わった人、解答するも正解できずに終わった人、あるいは正答できてパネルを獲得するも最後は数枚しかとれなかったまたは1枚も残らなかったという残念な結果に終わった人たちのための、いわばリベンジ大会である「夢をもう一度大会」があった。優勝できなくとも、獲得パネル1枚だけで喜ぶ人あり、海外旅行獲得リベンジ達成の人ありなど、夢を再び与えるという趣旨も持っている。
- 1989年1月15日は『700回記念大会第1弾』「4強激突!プロ野球大会」ではセ・パ両リーグからそれぞれ2チームの選手とそのチームのファンであるタレントが2人一組で出場していた。参加チームは近鉄（阿波野秀幸とマッハ文朱）チーム・西武（笘篠誠治と松崎しげる）チーム・中日（小松辰雄と鈴木ヒロミツ）チーム・巨人（勝呂博憲と前田武彦）チームで、各リーグとも1・2位のチームが参加した（なお2位チームは1989年にリーグ優勝している）。優勝は巨人チームで、最後の旅行獲得問題でも「大阪球場（難波球場）」を正解しパリ旅行まで獲得している。さらにトップ賞となったチームを応援していた観客1人にもパリ旅行がプレゼントされた。なおこの回は「平成」初の回だった。
- 1989年1月22日（700回記念大会第2弾）[注 67]、各大学のクイズ研究会やサークル25人が1チームとなって4大学対抗で戦う「大学対抗!100人の大サバイバル」を実施。各大学の解答者はチームカラーの番号の付いたゼッケンとチームカラーの帽子を身に着けており、番号順に代表者1名が解答席に着いてクイズに答える。正解で他の3チームが脱落となり、帽子を脱いで次の解答者に交代、お手付きや誤答で不正解チームのみ脱落となり、帽子を脱いで次の代表者に交代するという特別ルールで実施。アタックチャンスも通常の残りパネル5枚に加え、残りパネル10枚でも行われ、計2回実施された。最終的に25人全て脱落した大学は失格となり[注 68]、残っているチームでパネル獲得枚数の多いチームが海外旅行の挑戦権獲得。そのため、700回記念大会では、通常のルールでは不可能なパネル6枚で勝利するという事態が起きた[注 69]。また、失格になっても獲得パネル1枚につき賞金1万円が贈られ、旅行クイズで正解すると、勝利時に残っていた解答者の人数分だけ獲得となる。

#### 1990年代
- 1990年4月1日は15周年記念大会第1弾「大阪花博コンパニオン大会」[71]。
- 1990年4月8日に「大学対抗!100人の大サバイバル」（15周年記念大会第2弾）開催。
- 1991年1月20日に「大学対抗!100人の大サバイバル」（800回記念大会）開催。
- 1995年2月5日の1000回記念では、過去のパーフェクト達成者のうち4人[注 70]による対戦を行った。
- 1995年3月12日 - 26日（第1005回 - 第1007回）、過去5年以内の出場者の参加も交えての「20周年記念グランドチャンピオン大会」を3週にわたり開催、まず全国各地で筆記予選を行い、ネット局の代表1人（テレビ朝日からは2人）が選ばれ、それらを東日本・西日本別に予選大会を行い[注 71]、それぞれ獲得パネルの多かった2名が選出。テレビ朝日代表の東大生が勝利し、グランドチャンピオンとなった[注 72]。
- 1997年1月5日と1998年1月11日には大学対抗クイズ研マドンナペア大会を開催。1998年は予選を行っていた。

#### 2000年代
- 2000年3月には4週にわたって25周年記念大会を開催。1週目は、番組が開始された年の1975年に出場した「25年前の出場者大会」を、2週目は、出場者が全員25歳である「25歳大会」を、3週目は「25にちなんだ人大会」を、4週目「系列局女子アナペア大会」を行った。2001年4月にも3週にわたって27周年記念大会を開催した[注 73]。1週目「27にちなんだ人大会」、2週目「ペア大会」、3週目「系列局女子アナペア大会」を行った。
- 2004年4月4日 - 18日には番組開始30周年[注 74]記念大会と銘打って、3週間に渡る「史上最強のクイズ王決定戦」を開催した。参加基準やルールは「20周年記念大会」と同じだが、ファイナルのみ賞金がパネル1枚につき4万円となった。
- 2005年3月20日、1500回を迎えやくみつる・髙田万由子・森内俊之・丸山和也の4人の著名人によるゲスト大会が行われた。結果は、森内がパネル18枚で優勝。なお、クイズを趣味とする森内は、過去にもプロ棋士としての仕事の合間を縫って1995年4月23日（第1011回）に一般参加者として予選会を勝ち抜いて出場したことがあり、その際はパネル1枚に終わっている。
- 2005年8月7日（第1520回）放送分は、「浴衣大会」を開催。一般出場者4人と、児玉・沢木が浴衣を着て登場した。
- 2005年9月4日（第1524回）放送分は、芸能人ペア大会で、赤は高田万由子と篠沢秀夫、緑は大林素子とパンチ佐藤、白は京子・スペクターとデーブ・スペクター、青は光浦靖子とモンキッキーで、優勝は青の光浦靖子とモンキッキーで14枚獲得。
- 2006年9月3日（第1572回）放送分は、芸能人ペア大会で、赤は林家木久蔵（現在：林家木久扇）と三遊亭好楽、緑は山口もえと魚住りえ、白はジャガー横田と木下博勝、青は博多華丸・大吉。優勝は緑の山口もえと魚住りえ。この回では児玉と華丸による「アタックチャンス!」のコラボも行われた。
- 2007年9月2日（第1621回）放送分はお笑い芸人大会で、赤はアンガールズ、緑はカンニング竹山・ダンディ坂野、白はハリセンボン、青はブラックマヨネーズで、結果は赤のアンガールズが9枚で優勝。

#### 2010年代
- 2010年2月14日（第1740回）と4月4日（第1746回）放送分は、2001年以来となるペア大会を行った。
- 2011年5月16日に児玉が77歳で死去。5月22日は通常の放送を休止し『さようなら児玉清さん 〜パネルクイズ アタック25特別番組〜』と題した追悼特別番組[注 75]が放送された。5月19日に収録が行われ、スタジオには児玉の遺影や趣味であった切り絵の作品[注 76]、応援席には過去の放送時の写真が展示された。追悼番組では番組のこれまでの歴史のほか、児玉の俳優としての活動、数々の名語録などを映像で振り返った（一部映像は通常の放送素材とは別に児玉の司会ぶりの様子のみを収録した映像も使用）[注 77]。VTRゲストには、最初の芸能人大会に出演した石坂と、大河ドラマ『龍馬伝』で児玉と共演した福山雅治が登場し、故人との想い出を語った。
- 2012年8月12日放送分では、2010年4月4日放送分以来861日ぶりのペア大会を行ったが、親子4組によるものだった。さらに、9月2日放送分では夫婦ペア大会を行った。以降、予選会でも夫婦ペア大会分も恒常的に募集[注 78]ようになり、3か月 - 4か月に1度位の頻度で夫婦ペア大会を行うようになっている。
- 2015年7月19日放送分では、放送回数が2000回を迎えることを記念して『番組対抗芸能人大会』が行われ、朝日放送制作の全国ネット番組[注 79]から『新婚さんいらっしゃい!』の桂文枝と山瀬まみ、『朝だ!生です旅サラダ』の神田正輝と向井亜紀、『ペットの王国 ワンだランド』の関根勤と篠田麻里子、『熱闘甲子園』の古田敦也と『スーパーベースボール』（朝日放送制作分）の矢野燿大が出場[72]。芸能人大会は2007年9月2日放送分以来約8年ぶり。さらに文枝は前述した、番組開始初期のゲスト大会以来40年ぶりの出場となった。優勝は古田・矢野チーム[注 80]。
- 2017年3月26日放送分に芸能人大会を放送。出場者はラサール石井、大島さと子、松尾貴史、八田亜矢子。優勝はラサール石井。なお、この回は2020年4月26日に再放送された。

#### 2020年代
- 2020年4月5日放送分より放送開始45周年を記念して、様々な特別企画を実施[22]。
  - 4月5日は、放送開始年生まれで45歳になる出場者4名による「45周年大会」が行われた。
  - 4月26日 - 5月31日は、過去の放送回から厳選してアンコール放送する「45周年名勝負選」を放送した[注 81]。番組冒頭では特別映像が入り、パネルの取り方のルール説明の後、本編に入る[注 82]。
    - 4月26日 - 5月17日放送分は加藤が番組冒頭にパネルボードをバックに登場し、5月24日 - 6月14日放送分は谷原がオープニング・エンディングにリモートで登場した。また、期間中の視聴者電話参加プレゼントについて、5月17日までは休止していたが、5月24日以降は特別企画として、番組史にまつわるクイズを実施した。また4月26日 - 6月14日の特別企画期間中、現行のスタッフ表示（再編集版製作にかかわったスタッフとして）を番組最後の提供読み前に画面下にまとめて表示する手法がとられた。

  - 6月7日・6月14日は、番組放送45年の歴史を振り返る特別総集編を放送した（総集編はこれが初）。第1週（6月7日）は1989年1月放送の700回記念特集（上述）、ゲストクイズ（浦川・谷原時代）のアタックチャンス25連発、海外旅行獲得クイズの名解答（パネル獲得21枚以上、10枚 - 20枚、9枚以下の順に紹介）などを放送。続く第2週（6月14日）は2005年、2006年、2007年、2015年の芸能人大会を特集して放送した。
  - 2021年1月10日には「45周年記念!芸能人1時間スペシャル」と題し、番組開始以来初となる1時間スペシャルとして、12:55 - 13:55の枠で放送した。当日のゲスト解答者として、川島如恵留（Travis Japan）、大久保佳代子（タレント）、鷲見玲奈（フリーアナウンサー）、勝俣州和（タレント）、後上翔太（純烈）、ミルクボーイ（漫才コンビ、内海崇・駒場孝）の6組が参戦、まず予選（3問先取、誤答は1回休み）を実施し、本戦に出場する4名を決定[73]。本戦（着席順、括弧内は解答席の色）では鷲見（赤）、後上（緑）、川島（白）、大久保（青）の4人による試合となった。優勝したのは純烈・後上だったが、ハワイ旅行を賭けたクイズは不正解だった（正解は「八坂神社」だったが、後上は「八幡神社」と答えてしまい、挑戦失敗）。
- 2021年8月22日は『新婚さんいらっしゃい!』とのコラボ企画を両番組で実施、『新婚さん〜』に谷原、本番組に桂文枝と山瀬まみがそれぞれゲスト出演[74][75]。この日の放送は『新婚さん』出場経験のある夫婦4組による大会で、赤・緑の席は同日に、白・青の席は過去に『新婚さん』にそれぞれ出場した夫婦であった。優勝は赤の席で、宮古島旅行を賭けたクイズも正解した。この日は谷原と文枝による「アタックチャンス」ポーズも披露された[74][76]。
- 2021年9月26日（地上波での最終回）は、「史上最強のチャンピオン大会」として30分前拡大して放送され、まず東西各ブロックの予選（4問先取、2問誤答で失格・退場）を行い、決勝に進む4名（東西各2名）を決定。また決勝は通常の対戦を行った。その結果、赤の解答者が優勝し（獲得枚数12枚）、インペリアルスイートでの宮古島旅行を賭けたクイズにも正解し、有終の美を飾った（正解は「秦の始皇帝」）。エンディングでは、谷原が「皆様、『パネルクイズ アタック25』、46年間本当にありがとうございました。クイズを愛する皆さんの熱い思いというのは永遠です。皆さんこれからもクイズを愛し続けてください」と挨拶し、視聴者に感謝した。最後は、谷原・加藤・優勝者が「アタックチャンス!」のポーズを決めたところで、スタジオ内のキャノン砲から大量の紙吹雪が発射され、画面下部に「46年ありがとうございました」というテロップを表示して番組は終了。46年半・2280回の歴史にひとまず幕を閉じた。

### Next・BS10時代
- 2022年3月27日（『Next』としての初回）は、BSJapanext開局記念11時間生放送内において、以前にトップ賞を獲得したことがある（うち2名はパーフェクト達成者）レジェンド解答者を招いての番組史上初の生放送となった。白の解答者（パーフェクト達成者）がパネルを18枚獲得して優勝し、日本国内クルーズ船旅行を賭けたクイズにも「渋沢栄一」で正解した[39][40][41]。
- 2022年12月18日・12月25日・12月31日の「年間チャンピオン大会ファイナルラウンド」（12月18日敗者復活戦、12月25日ファイナルラウンド1回戦、12月31日ファイナルラウンド最終決戦）に加え、2023年1月1日・1月2日（前述の12月31日の年間チャンピオン大会を含め3日間連続放送）にも新春特番が編成され[77]、2日目の1月1日は新春芸能人ゲスト大会（13:25 - 14:55に拡大 出場者：宮川一朗太・村上佳菜子、JOY・キャシー中島、福澤朗・磯貝初奈、バービー・本田望結の各チーム2人ずつ4組8人）[注 83]、3日目の1月2日には13:25 - 15:55に拡大し、大学のクイズ研究会大会（出場校：早稲田大学、お茶の水女子大学、東京大学、京都大学 各チーム4人1組）を舞台に、番組47年の歴史で史上初の試みとして、通常の25枚ではなく最終的に100枚へと進化する「パネルクイズアタック100」という特番が行われ、この特番独自のルールとして「アタックチェンジ」が追加された。また、この特番でOP、EDのBGMは初代のものを使用し、OP映像、CM明けの「アタックチェンジ」アタック音などはかつての初代ロゴ時代を彷彿とさせた演出だった。

| 解答者にはクイズの全貌を明かさずに番組を以下のラウンド順に進行。 4人1組のチーム戦。交代の合図で解答者を交代する（最後の映像クイズを除く）。 - アタック36 通常では「5列×5行の25枚のパネル」を6列×6行の36枚のパネルに変更した「アタック36」でスタート。 初期配置として中央の4つのパネルに各色1枚ずつ配置。 通常放送の「アタック25」ルールに基き、クイズ正解すると選択可能なパネルのうち1枚を獲得。 パネルが残り5枚の場面で「アタックチャンス」を実施。 全36枚が選択された時点でラウンド終了。 - アタック64 「アタック36」のパネル36枚の外周に新たなパネル計28枚を配置し、8列×8行の64枚のパネルとした画面に変更。 「『アタック36』での1 - 36のパネル」は配置を変えずに番号を「10 - 15/18 - 23/26 - 31/34 - 39/42 - 47/50 - 55」に変更。 外周の新たなパネルには出題テーマを併記。問題は全て「地域創生 ふるさとクイズ」。 前の問題を正解したチームが先にパネル番号を選択、テーマ問題を正解したチームがそのパネルを獲得。 第1問のみ「アタック36」の1位チームがパネルを選択。 「アタック25」の「地域創生 ふるさとクイズ」と同様に、誤答のペナルティはなし。 パネルが残り5枚の場面で「アタックチェンジ」を実施。 - 「アタックチェンジ」では、問題に正解しパネルを獲得した後に、更に他チームのパネル1枚を自分の色に「チェンジ」し獲得できる。 - 「アタックチェンジ」により挟まれたパネルも自分のものにできる。 全64枚が選択された時点でラウンド終了。 - アタック100 「アタック64」のパネル64枚の外周に新たなパネル計36枚を配置し、10列×10行の100枚のパネルとした画面に変更。 「『アタック64』での1 - 64のパネル」は配置を変えずに番号を「12 - 19/22 - 29/……/82 - 89」に変更。 クイズ方法は通常の「アタック25」と同様で誤答お手つきは2問休み。 出題は1問2答の問題で、答えを2つ答えると正解。また、1問正解で2回続けてパネルを選択できる（アタックチャンスの手前まで） 「アタックチャンス」は2回実施。1度目は残りパネルが10枚の時、2度目は残りパネルが5枚の時に実施。 1度目のアタックチャンス以降は通常問題。 全100枚のパネルが選択された時点で優勝チームを決定。 優勝チームは獲得したパネルの箇所に応じて画面を見られる映像クイズに挑戦。 |

- 2023年8月20日から9月10日の4回は、BS移行後初となる夏休み特別企画4本が放送された[78]。
  1. 8月20日：小学生の親子ペア大会
  2. 8月27日：中学生大会（地上波の放送を含めると30年ぶりに実施）
  3. 9月3日：高校生大会
  4. 9月10日：学校の先生大会
- 2024年9月15日から同年12月29日放送分はBS10移行によるリニューアルに伴い通常回の放送を休止し、Next時代の過去の傑作選として放送された。
- 2025年1月12日放送分はBS10引っ越し記念として「アタック25の日」として放送。特別企画を第一部と第二部に分け、以下のプログラムで放送された。放送回数は独立してカウントされる。
  1. 13:25 - 15:25　開局特番10Days「アタック25の日」第一部　総勢20人が激突！新解答席争奪サバイバル10
  2. 19:00 - 20:55　開局特番10Days「アタック25の日」第二部　人気クイズ番組大集結SP
- なお、各放送の直前直後に5分間（第一部の直前のみ10分）、見どころや視聴者プレゼントの内容が生放送され、出題アシスタントの沢木とBS10アナウンサーの宮澤奎太が出演した。
- 2025年4月6日放送分は50年記念として、「BS10 パネルクイズ アタック25 番組開始50年記念SP！ Presented by 日立ルームエアコン 白くまくん」のタイトルで、10時から15時の5時間スペシャルで放送された[47]。また、この回から見逃し配信はTVerによる配信に変更された。
  - 第一部（10:00 - 12:30）では、2023年1月2日に放送された「アタック100」の再放送が行われた。
  - 第二部（12:30 - 13:40）では、過去に出演した石坂浩二、関根勤、福澤朗、大林素子、三浦奈保子がゲスト出演し、クイズを交えながら番組50年の歴史を振り返りが行われた。
    - 番組開始50周年の瞬間となる13時25分（厳密には上述の通り13時15分である）にはくす玉が割られ、日本記録認定協会より、「日本で最も長く続いているクイズ番組」の日本記録および、日本記念日協会より、4月6日を「パネルクイズ　アタック25の日」として認定された。さらに、過去の名物クイズと、年間チャンピオン大会が復活することも発表された。

  - 第三部（13:40 - 15:00）では、番組史上初となる出張収録「出張アタック」が放送された。初放送と同日開校の町田市立成瀬台小学校の体育館を舞台に、出場者は番組が開始した1975年4月6日が誕生日の4名で行われた。このうち青の解答席には野性爆弾のロッシーが出場した。

## 年間チャンピオン大会
毎年、最終放送となる本番組の放送では、「年間チャンピオン」を決定する「アタック25 チャンピオン大会」が、1978年から行われている。英名はChampion Convention Match（チャンピオンコンベンションマッチ）。
チャンピオンになった解答者が最後の旅行獲得を賭けたクイズに正解すると、特別に旅行は1人分ではなくペアでの招待となる。通常回での旅行がペアでの招待になって以降は、チャンピオン大会で旅行を獲得した場合は客室がスイートルームになるなどのグレードアップがなされるようになった。

### 地上波時代
- 前年12月からその年の11月までに原則として特別企画（芸能人大会・女性アナウンサー大会・夫婦ペア大会など）以外にて優勝した解答者から獲得枚数が多かった上位解答者が登場。
- 大会に辞退者が出た場合、出場人数が固定されていた時代は、対象外となった優勝者の内、枚数順に繰り上がりで出場する。規定枚数以上になってからは辞退者数次第で出場者が10人未満の場合のみ対象外となった上位の同じ獲得枚数者全員に繰り上がりでの出場権が与えられる。
- 2003年度までは、年間の獲得枚数上位4人が対戦。2004年度から2014年度では予選が導入され、予選を勝ち抜いた4人での対戦となる。
- 2015年度以降は、年間の獲得枚数上位4人が出場し対戦する、2003年度以前の形式に戻った[79]。
- 地上波時代最終年の2021年は上述の最終回1時間スペシャル「史上最強のチャンピオン決定戦」で代替えされた。

2004年度 - 2007年度の予選
- 年間獲得枚数上位10名が出場。予選は10人一斉早押しクイズ。3問先取で決勝に進出、誤答2回で失格・退場。なお、決勝進出者は、勝ち抜けた順に赤・緑・白・青と座る。

2008年度 - 2011年度の予選
- この年から2013年度までは、出場選考の基準が定員制度ではなく枚数制度になっており、規定の枚数[注 85]に達した優勝者全員が出場できる。
- ファーストステージは、映像を用いた20問の「筆記クイズ」[注 86]。結果発表は、いつも使用している25面パネルで行われ、成績上位10人のエントリーナンバーに対応したパネルが一斉に赤く点灯する。点灯したナンバーの解答者がセカンドステージ進出。
- セカンドステージは、2004年度から続く「10人一斉早押しクイズ」。3問先取で決勝に進出、誤答2回で失格・退場。決勝進出者は勝ち抜けた順に赤・緑・白・青と座る[注 87]。

2012年度 - 2013年度の予選
- ファーストステージは、「参加者全員一斉早押しクイズ」。3問先取で先着3人が決勝に進出[注 88]、誤答2回で失格・退場。なお、ゲストクイズや熟語パズルなどの通常放送時のビジュアルクイズも出題される。
- サバイバルステージが新設され、途中退場者を除くファーストステージの敗者全員が「○×クイズ」に挑む。1問誤答で失格・退場。最後まで残った1人が決勝に進出、青の席に座る[注 89]。
- この予選方式からファイナリストシートを新設。決勝進出者は決勝席に座れる。

2014年度の予選（チャンピオン大会最後の予選大会）
- 予選ステージは「アタック15」。テーマは短期決戦。
- パネル獲得枚数上位12人が出場し、4人1組で3グループ行われる。
- 盤面には初めから4枚のパネル[注 90]が埋まっている。最初に正解した人は13番を自動的に取り、以降はパネルの取り方の基本ルールに沿う[注 91]。アタックチャンスは行わない。
- 誤答は通常と同じ2問休みだが、通常と違いオープニングクイズはないため、最初の問題で誤答しても2問休みになる。
- 15枚目が埋まった時点でゲーム終了。初めから4枚のパネルが埋まっているため、11枚埋まるまで行う。各グループの枚数トップが決勝に進出[注 92]。さらにグループ2位の中で枚数が最も多い人が、ワイルドカードとして4人目の決勝進出者（青の席）となる。もしも、最多枚数が同枚数で並んだ場合又はグループ2位の最多枚数が同点の場合には一問勝負のプレーオフを行なう。
- 2012年度以降のファイナリストシートは続行する。

### Next時代
Nextへのリニューアルを機に、形式が一部変更され、当番組では初めてとなる勝ち抜き方式が採用された。
- 5週放送分毎にブロック分けされ、1週目 - 4週目に通常放送を実施し、5週目に年間チャンピオン大会・ファーストラウンドを行う（例：2022年3月27日、4月3日、4月10日、4月17日放送分で通常放送を、4月24日放送分で年間チャンピオン大会・ファーストラウンドを実施、5月1日放送分以降も5週毎に同様の方式を繰り返し）。各通常放送分のトップ賞獲得者4名がファーストラウンドに進出して対決し、ファーストラウンドの勝者が年末に行われる年間チャンピオン大会・ファイナルラウンドに進出するとともに[注 93]、15万円分のジャパネット商品券を賭けたVTRクイズに挑戦できる。
- 2022年12月11日放送分の第38回で、ファーストラウンド勝ち抜きの7人が確定したが、その次の12月18日の第39回で、ファーストラウンドで落選した解答者の中で成績の良かった次点者8人を対象にした敗者復活戦を開催し、そこで勝ち抜いた者を含めた8人が、12月25日、12月31日（この回のみ土曜日 前述の3日間連続特番の初日）放送のファイナルラウンドを争う形式となることが判明した。
- ファイナルラウンドでは、それぞれのパネルの色にちなんで「レッド」・「グリーン」・「ホワイト」・「ブルー」の各ステージが設けられ、それぞれのステージを勝ち抜けた者が最終決戦に進出する。
- 2024年はBS10へのチャンネル変更などの都合で実施されなかったが、2025年は再び実施される予定となっている。

#### 2022年のファイナルラウンド
- 予選は以下の形式で行う。
  - レッドステージは「一斉早押しクイズ」で、3問正解で勝ち抜け、赤の席に座る。1問誤答で脱落。
  - グリーンステージは「数字をあてましょう」で、近似値クイズが3問出題される。1、2問目で正解から遠い各2人が脱落。最終問題で最も近い答えを出した解答者が勝ち抜け、緑の席に座る。
  - ホワイトステージは「映像クイズ」の早押しで、3問正解で勝ち抜け、白の席に座る。1問誤答で脱落。
  - ブルーステージは「一斉早押しクイズ」で、4問正解で勝ち抜け、青の席に座る。2問誤答で脱落。
- 最終決戦は通常の対戦形式で行われ、ここで勝てば年間チャンピオンとなる。
  - 最終問題の賞品が変更され、正解すると賞金100万円が獲得できる。なお、パーフェクト達成した場合はさらに100万円で最大200万円獲得できる。

#### 2023年のファイナルラウンド
- 2022年からの変更点として、レッドとホワイトのステージでのクイズ形式が変更となった。
  - レッドステージは「1対1早押しトーナメント」で、1問正解で勝利、誤答の場合は対戦相手に解答権が移動する。それでも正解が出ない場合は別の問題が出題される。これを繰り返し、トーナメントを優勝した解答者が勝ち抜け、赤の席に座る。
  - ホワイトステージは「漢字を読みましょう」の早押しで、3問正解で勝ち抜け、白の席に座る。1問誤答で脱落。
- グリーンステージとブルーステージ、最終決戦は2022年と同様。

## 女性アナウンサー大会
年始初の放送は、テレビ朝日系列のうち4局の女性アナウンサー各2人を解答者に迎えた「新春女性アナウンサー大会」を2003年から開始し、2018年まで実施された。この時に限り旧来の「解答者本人が自己紹介をする」形式をとった。
企画の発案者であるプロデューサーの秋山利謙によると「（これまで）地味な企画が続いていたので、少し番組を派手にできないかなと思い、アナウンサーの大会をやりましょう」という形で実現した。
かつては1992年10月4日、1996年1月7日に男性アナウンサーを含めた「アナウンサー大会」を実施した経緯がある。また、2000年3月26日にも「25周年記念企画」で、2001年4月15日にも「26周年記念企画」で行っていた。
エンディングでは司会（第9回まで：児玉、10回 - 13回：浦川、14回以降：谷原）、出題（第8回まで：沢木、9回 - 11回および14回以降：加藤、12回・13回：角野）、解答者の全員が揃って「アタックチャンス」のポーズを取るのが恒例だった。さらに2010年1月10日の女性アナウンサー大会では、前半のCM前のアタックチャンスのコールを、児玉と共に、解答者全員が解答席に座りながら行なった。なお、朝日放送テレビのアナウンサーは社則により解答者としては出場できない。
また、テレビ朝日系列のうち、番組末期の時点で未放送だった福井放送とテレビ宮崎は対象外であった。

### 出場局と優勝局
| 開催年        | 対戦相手                                                                          | 優勝局（解答者）                                                         |
| ------------- | --------------------------------------------------------------------------------- | ------------------------------------------------------------------------ |
| 第1回 2003年  | 東日本放送 広島ホームテレビ 九州朝日放送                                          | 名古屋テレビ放送（遠藤和子・影島香代子）                                 |
| 第2回 2004年  | 東日本放送 新潟テレビ21 長崎文化放送                                              | 静岡朝日テレビ（橘尚代・川村綾）                                         |
| 第3回 2005年  | テレビ朝日 山口朝日放送 熊本朝日放送                                              | 福島放送（大久保尚子・笠置わか菜）                                       |
| 第4回 2006年  | テレビ朝日 愛媛朝日テレビ 鹿児島放送                                              | 岩手朝日テレビ（原田佳子・矢部順子）                                     |
| 第5回 2007年  | 山形テレビ 長野朝日放送 大分朝日放送                                              | 瀬戸内海放送（本庄里恵子・岡薫）                                         |
| 第6回 2008年  | 北海道テレビ放送 名古屋テレビ放送 九州朝日放送                                    | テレビ朝日（下平さやか・松尾由美子）                                     |
| 第7回 2009年  | 東日本放送 広島ホームテレビ 長崎文化放送                                          | テレビ朝日（大木優紀・本間智恵）                                         |
| 第8回 2010年  | 青森朝日放送 新潟テレビ21 愛媛朝日テレビ                                          | テレビ朝日（矢島悠子・竹内由恵）                                         |
| 第9回 2011年  | テレビ朝日&静岡朝日テレビ 広島ホームテレビ&山口朝日放送 大分朝日放送&熊本朝日放送 | 北海道テレビ放送&秋田朝日放送（石沢綾子・国井美佐/後藤明日香・塩地美澄） |
| 第10回 2012年 | 東日本放送 テレビ朝日 九州朝日放送                                                | 名古屋テレビ放送（鈴木しおり・金沢歩）                                   |
| 第11回 2013年 | 福島放送 テレビ朝日 愛媛朝日テレビ                                                | 北海道テレビ放送（大野恵・石沢綾子）                                     |
| 第12回 2014年 | 青森朝日放送&岩手朝日テレビ テレビ朝日&静岡朝日テレビ 大分朝日放送&熊本朝日放送   | 瀬戸内海放送&広島ホームテレビ（北村実穂/串山真理）                       |
| 第13回 2015年 | 東日本放送&山形テレビ 広島ホームテレビ&山口朝日放送 九州朝日放送&鹿児島放送       | テレビ朝日&名古屋テレビ放送（山本雪乃/徳重杏奈）                         |
| 第14回 2016年 | テレビ朝日&新潟テレビ21 名古屋テレビ放送&北陸朝日放送 九州朝日放送&長崎文化放送   | 北海道テレビ放送&秋田朝日放送（高橋春花/藤盛由果）                       |
| 第15回 2017年 | 東日本放送&福島放送 瀬戸内海放送&広島ホームテレビ 大分朝日放送&熊本朝日放送       | テレビ朝日&名古屋テレビ放送（池谷麻依/田中麻耶）                         |
| 第16回 2018年 | 青森朝日放送&岩手朝日テレビ 山口朝日放送&愛媛朝日テレビ 九州朝日放送&鹿児島放送   | テレビ朝日&静岡朝日テレビ（林美桜/佐野伶莉）                             |

## 番組出場
一度本選に出場すると、3年間（地上波放送時代は5年間）は原則として個人戦及びペア戦とともに本選に出場すること並びに予選会に応募することができない（ただし、「年間チャンピオン大会」「グランドチャンピオン大会」「（5年以内の出場者の）夢をもう一度大会」などの特別企画であれば、特例として5年以内でも予選会なしで本選に出場できることがある）。

### 予選・収録
予選は地上波時代では基本的にテレビ朝日系列の放送エリアごとで行われていた。予選会は5年以内の本選出場者でなければ、誰でも応募できる。応募は、ハガキだけでなく、ホームページからでもエントリーできる。予選会への参加は応募者の中からの抽選で、当選者には予選会参加の案内のハガキが送られる。なお、山梨県を含む関東地区予選はテレビ朝日ではなく朝日放送テレビ東京支社で行われる。テレビ朝日系列がない富山県は富山テレビ（BBT、フジテレビ系列）で行われていたが、2009年3月の放送終了により予選の募集は終了した。福井放送（FBC、日本テレビ系列・テレビ朝日系列クロスネット）、朝日放送テレビ徳島支局、朝日放送テレビ高知支局、鳥取県・島根県に所在するテレビ朝日の各支局でも予選は行われない。2012年4月から放送再開した宮崎県については、かつて放送していたことがあるテレビ朝日系列局のテレビ宮崎（UMK、フジテレビ系列主体、日本テレビ系列を含む3局クロスネット）ではなく、当時この番組を放送していた宮崎放送（MRT、TBS系列）で行われていたが、2017年9月の放送終了に伴いこちらも予選の募集は終了した。また、予選会は、交通費・宿泊費などは一切の不支給なので、自己負担しなければならない。
予選は筆記と面接からなる。現在の予選問題は全25問（制限時間6分）の筆記形式で、いわゆる「クイズによく出る問題」と時事問題がバランスよく出題される。解答の際、誤字・脱字がある場合は不正解となる。ただし、漢字がわからない場合はその漢字をひらがなで書いても良い。筆記予選が終わると答案用紙が回収され、即採点される。合否基準は非公表。その後の合格発表で名前もしくは受験番号を呼ばれた人のみ筆記試験合格となり、面接に進める。呼ばれなかった人は筆記試験不合格となり、その予選会はその時点で終了となる。そして、筆記試験合格者は面接に受かれば、予選に合格となる。
ただし、予選に合格すれば必ず出場できるわけではなく、向こう1年間の出場資格が与えられたということになる。1年待ってもオファーがなければ出場資格が失効し、もう一度予選を受けなければならない。なお、指定された収録日に都合が悪く（用事等で）出場を辞退したとしても、出場資格は消滅しない。なお、出場が決まっていなければ、出場資格を持っている間にも予選に参加することは可能。その予選に合格すれば出場期限を延長できる。
1975年の放送開始以来、出場者募集はハガキのみだったが、2004年春頃からはインターネットでも募集されるようになった。また、出場者募集のお知らせは番組中で告知され、1年を通じて行われている。
収録は、番組開始当初から大阪市北区（1989年まで大淀区）大淀南の朝日放送本社Aスタジオで行われていたが、2008年春から社屋の移転により、福島区福島1丁目（通称「ほたるまち」）のAスタジオでの収録（隔週木曜日）となっていた。このため、同年4月27日からエンディングでのスタジオ全景のカメラ位置も変更されている。収録から放送までは原則2週間後から3週間後だが、2011年5月15日放送分は5月12日収録で3日後に放送された。『Next』になってから現在の収録は東京のBSJapanextのT-1スタジオで行われている。
2017年10月8日放送分では、お笑いコンビ「ロザン」の宇治原史規が一般枠（予選・筆記試験）から出場。当番組では定期的に「芸能人大会」を行っているが、通常の放送回に芸能人が参加するのは1975年の開始から同番組でも極めて異例（この回は2020年5月3日に「45周年名勝負選」の一本として再放送された）。
2020年2月〜3月にかけて各地で行われる予定だった予選は、この年に発生した新型コロナウイルスによる肺炎問題の影響を考慮する形として、2月29日の鹿児島、3月1日の福島と熊本、3月15日の東京の4会場での予選会を取り止めた。その後も予選会並びに一般視聴者の参加は一部取りやめて、それまで周年記念や記念回などで行っていた芸能人大会を行う事が地上波時代終了までは増えていた（それでも、東京等からの往来を避けるため場合によっては関西圏で活動するタレントに絞る回があった）。2021年9月に地上波としての番組が終了することに伴い、同年7月を持って完全に応募受付を一旦終了。
その後、『Next』として復活するに際し、「つながるジャパネット」アプリで応募受付を再開している。再挑戦できない期間が5年から3年に変更
されたほか、同アプリでは、応募受付のみならず、トップ賞予想や「数字をあてましょう」の解答、一般の問題作成の募集も行っている。2022年9月23日より、同アプリの他に番組公式HPからも予選会応募受付が可能になっている。

## 備考

### 応援席
- 1995年9月24日までは観覧者を一般から募集をしていたが、地上波終了までとBS10での放送になるまでは出場者の家族・身内・友人と関係者・アルバイト（エキストラ）しか観覧席に座ることができなかった。BS10の放送となった2025年1月12日放送分より、再び観覧者を一般から募集するようになり、観覧者は解答席の後ろに設けられた。
- 1992年9月27日までは、観覧者がトップ賞の予想を行い、予想が的中するとプレゼント（東リ単独スポンサー時代にはカーペット製品、日興証券グループが冠スポンサー時代はエプロンなどの番組ノベルティや、サブスポンサーの日本リーバの製品=ラーママーガリン、ティモテヘアケアセットなど）が贈られていた。
- 番組初期の頃は、司会の児玉の呼びかけとともに、番組の冒頭で観覧者が、支持する解答者の後方にある「応援席」へ移動し着席する様子が、BGMが流れる中、映し出されていた。
- 番組が始まって7年目 - 8年目の頃は、第1問（通常の読み上げ問題）が終了した後に、司会の児玉の呼びかけとともに観覧者が「応援席」へ移動していた。
- 観覧者の移動のシーンが割愛されるようになると、観覧者にはそれぞれの色のプラカードを持たせて、番組序盤で児玉の合図と共に上げていた。
- 1985年頃には、フィルムクイズの前に各解答者の応援人数をコンピューターで表示していた時期もあった。
- 現在ではこのトップ賞予想制度は観覧者の方は廃止されたが、2016年に視聴者電話応募形式で再開、『Next』以降ではジャパネットアプリにて優勝者の色とその枚数を予想する形式となった。番組冒頭時点から各解答者の後方にはギャラリーがすでに着席していたが、2012年4月1日放送分からは解答席の背後のモニター設置により、ギャラリーは出題者席の背後に移動し、画面にはオープニング・エンディング時にギャラリー全般が映し出され、対戦中は解答者が正解したときに時々正解者の家族などが主に映し出されるようになった。また、解答者が家族などを紹介するときも同様に映し出させる。
- 2020年3月15日放送分から4月19日放送分は新型コロナウイルス感染拡大防止の観点により、客席全体を空席にして行われた。そのため、この期間は客席を映さないように配慮して収録を行った。また、2020年10月頃からは客席を少人数にして行っており、出場者の家族等が応援に来ている場合に、クイズの展開に合わせて映すことがあった。
- 『Next』『BS10』では応援席を設けており、2022年5月15日放送分から出場者の家族友人等が応援に駆けつけている場合、番組冒頭での参加者紹介や地上波時代同様、クイズの展開に合わせて映すことがある。家族友人等は番組ロゴ入り不織布マスクを着用していたが、2023年4月9日放送分から不織布マスクに代わって番組ロゴ入り缶バッジを着けており、いずれもその色は出場者本人の席の色と連動している。

### 優勝者に関する記録

#### パーフェクト
この番組で言うパーフェクトとは、正解数は関係無く、最終的に25枚のパネル全てを同じ色にする事であり、2021年9月の地上波時代の最終回までに14回パーフェクトを達成した。初代の児玉時代では12回達成した。3代目の谷原時代では現在2回パーフェクトを達成している。なお、2代目の浦川時代では代理時代も含め、1回もパーフェクトを達成したことはなかった。また、現在のところ、BS放送になってからのパーフェクト（Next時代のパーフェクト達成者は現れなかった）及び、代理司会でのパーフェクトの事例も出ていない。
※回数・放送日の太字は年間チャンピオン大会でのパーフェクト達成
※解答者の出身・性別の太字はその年の年間チャンピオン大会でも優勝（チャンピオン大会でのパーフェクト達成は除く）
| #  | 放送 | 解答席 | 解答者の出身・性別  | 旅行クイズ |
| -- | --- | ------ | ------------------- | ---------- |
| 1  | 1977年10月2日 最初のパーフェクト達成者 | ■白    | 埼玉県 女性         | 成功       |
| 2  | 1983年11月27日 | ■緑    | 東京都 男性         | 成功       |
| 3  | 1984年5月20日 | ■緑    | 京都府 男性         | 成功       |
| 4  | 1985年9月29日 | ■緑    | 福岡県 男性         | 成功       |
| 5  | 1986年12月28日 チャンピオン大会 | ■白    | 東京都 女性         | 成功       |
| 6  | 1987年4月5日 昭和最後のパーフェクト達成者 | ■緑    | 大阪府 男性         | 成功       |
| 7  | 1989年10月15日 平成最初のパーフェクト達成者 | ■赤    | 大阪府 女性         | 失敗       |
| 8  | 1990年12月30日 チャンピオン大会 | ■白    | 愛知県 男性         | 成功       |
| 9  | 1993年8月22日 先生大会 | ■赤    | 大阪府 男性         | 失敗       |
| 10 | 1997年2月23日 | ■白    | 愛知県 男性         | 失敗       |
| 11 | 1998年10月11日 20世紀最後のパーフェクト達成者 | ■緑    | 岐阜県 女性         | 成功       |
| 12 | 2009年8月16日 高校生vs高校の先生大会（最年少パーフェクト達成で地上波時代最後の旅行クイズ成功者）児玉時代最後のパーフェクト達成者 21世紀最初のパーフェクト達成者 | ■白    | 鹿児島県 男子高校生 | 成功       |
| 13 | 2015年10月4日 夫婦ペア大会（地上波時代唯一青のパーフェクト） 平成最後のパーフェクト達成者                                                                       | ■青    | 福岡県 夫婦         | 失敗       |
| 14 | 2021年5月30日 タレント大会（地上波時代最後のパーフェクト） 令和最初のパーフェクト達成者                                                                         | ■白    | 男性                | 失敗       |

- これまでの解答席別パーフェクト達成回数（内旅行クイズ成功回数）
  - ■赤：2回（0回）
  - ■緑：5回（5回）
  - ■白：6回（4回）
  - ■青：1回（0回）
- パーフェクト達成者の旅行クイズの成功回数
  - 成功：9回
  - 失敗：5回

### 番組休止の事例
- 夏の甲子園・決勝（試合開始時刻が13:00かつ日曜日開催の場合に適用。1975年、1994年、2004年、2006年が該当）
- 全日本大学駅伝（2013年以降、2012年以前は『新婚さんいらっしゃい!』同様、開始時間を繰り下げて放送）
- 福岡国際マラソン（『全日本大学駅伝』と同様の対応）
- 全日本大学女子駅伝（2004年までの大阪開催時）
- 新婚さんいらっしゃい!1時間スペシャル
- M-1グランプリ直前スペシャル
- 年末年始

また、報道特別番組を編成したことによる休止には以下の事例がある。
- 1989年1月8日 - 昭和天皇崩御
- 2010年2月28日 - チリ地震による大津波・津波警報の発令[注 111]
- 2011年3月13日 - 東日本大震災
- 2012年3月11日 - 報道特別番組『つながろう!ニッポン』（東日本大震災1周年）

上記以外の特別番組による休止には以下の事例がある。
- 2011年7月24日 - マツダオールスターゲーム第3戦
- 2014年8月3日 - 路線バスで寄り道の旅 徳さん&おかしな夫婦 夏休みSP（「1日丸ごと夏祭りデー」内）
- 2018年4月1日 - 女子サッカーMS&ADカップ2018「日本×ガーナ」中継
- 2021年7月25日・8月8日 ‐ 東京オリンピック中継
- 2021年9月5日 - 東京パラリンピック特番
- 2023年7月2日 - 長嶋茂雄Invitational セガサミーカップゴルフトーナメント中継

### パロディ
他局でのパロディは非常に多いが、『番組ナンバーワン決定戦』（2006年放送）、『朝日放送新社屋完成記念 番組対抗No.1スペシャル 〜オールスター大集合!おめでたバトル〜』（2008年放送）といった番組対抗クイズ特番で使用するなど、朝日放送自身もたびたびパロディの題材にしている。
（無印は朝日放送テレビ）
- 『とんねるずのみなさんのおかげでした』（フジテレビ）の企画コーナー「博士と助手〜細かすぎて伝わらないモノマネ選手権〜」2005年10月第6回大会に「博多華丸・大吉」の華丸が出場し、児玉清の司会の様子を切り取ったものまねで優勝、同年12月29日の第7回も児玉清の司会をネタにして優勝した。
- 『ごきげん!ブランニュ』「アタック25やろう!」 - 2006年に、出演者が本物のセットと出題者で普通に1回分のアタック25をやるという企画。さらに2012年、2014年にも元ボクサー4人（井岡弘樹、ガッツ石松、内藤大助、具志堅用高）により本物の司会と出題者でアタック25をやる企画が行われた。
- 『ブラマヨ最強宣言!!』「ブラマヨのアタック25」 - 本物のセットを使い、沢木が問題読みとして出演した。
- 『クイズ!紳助くん』 - 島田紳助が初代司会者の児玉になりきって司会を担当した。
- 『クイズ!ヘキサゴンII』（フジテレビ） - 同じく紳助が司会を務めていた番組。2006年のスペシャル放送において、『16面パネルクイズ』というコーナーが2回行われた。このコーナーは16面のパネルを3チームで順番に先にパネルを指定して、パネルに隠された問題に正解すると色が入るという形式で、それ以外は本番組とルールがほぼ同じだった。『アタックチャンス』のシステムは本番組と異なり、ゲーム終了後に16面パネルを囲む20面のアルファベットのパネル（「A」-「T」）が現れ、全チームに出題されるボーナス問題に正解すると任意のパネルを選べるという、本番組の通常問題に近い形式だった。紳助はこのコーナーで「アタック16!」と、児玉を意識したポーズとコールをしていた。
- 『夢対決!とんねるずのスポーツ王は俺だ!スペシャル』（朝日放送テレビの系列キー局であるテレビ朝日が制作）「サッカーオセロアタック25」 - 木梨憲武率いる「木梨JAPAN」と対戦相手[注 112]が1枚1メートル四方、当番組のパネルボードを模したもので、5×5、25枚のパネルをオセロ形式で奪い合う企画。2012年7月1日と2013年1月2日の放送で使用された。あくまでもオセロ形式で奪い合ったパネルの獲得枚数で勝負を決めるものだったが、この企画では「アタック25」で使われている効果音の一部が使われたほか、博多華丸が初代司会者の児玉のものまねで登場した。
- 日本プロサッカーリーグ（Jリーグ）の川崎フロンターレとのコラボレーションにより、2007年8月25日に川崎市等々力スタジアムで行われたJリーグ1部・ガンバ大阪との試合で「アタック25日」と題した企画を行った。ただし、企画で映された映像に出演したのは児玉ではなく、児玉のものまねをした博多華丸であった[86]。
- 2017年1月2日に日本テレビ系列で放送された『ぐるぐるナインティナイン』・「ゴチになります!新春ゴチ新メンバー発表SP」で、2人目の新メンバーである大杉漣の発表時に、「旅行チャレンジVTRクイズ」の演出を流用した。
- 『エージェントWEST!』2017年10月8日（7日深夜）放送回では、朝日放送を舞台にした「ABCクエスト」企画の一環として、「クイズ!パネル９」というミッションコーナーが行われた。本物のセットを使い、加藤が問題読みとして出演した。
- 『VSウエストランド』2023年3月19日（18日深夜）放送では、アタック25の「改悪パロディ番組」として久保田かずのぶ（とろサーモン）の独断と偏見で正解かを判断するクイズ「ポイズン25」という企画が行われた。ABCテレビ制作のローカル番組であるが、東京のBSJapanextのスタジオで当時の『アタック25 Next』のセットを実際に用いて収録され[87]、沢木が問題読みとして出演した。解答者は赤の席から順にウエストランド、みなみかわ、キュウ、ダイヤモンド。
- 『ゲストダイアン』2024年9月28日放送回で「パネルクイズ ダイアン25」と題したダイアンに関するクイズ番組を放送した。『VSウエストランド』同様実際のセットを用いて収録され、沢木が問題読みを担当した。MCは村田秀亮（とろサーモン）、解答者はダイアン、スーパーマラドーナ、DJ KOO[88]。
- 『アメトーーク!』（朝日放送テレビの系列キー局であるテレビ朝日が制作）で、2024年1月25日に放送された「イカ大好き芸人」[注 113]の回にて「イカック25」、2025年1月23日に放送された「ナス大好き芸人」の回[注 114]にて「アナッス25」と題した、それぞれのテーマに関するクイズを出題した。いずれも司会・出題は該当回ゲストの一人である博多華丸で、解答者は『アメトーーク!』MCの蛍原徹とMC側ゲストの飯塚悟志（東京03）。

## 関連書籍
- 『アタック25：東リ・パネルクイズ』大泉書店、1983年11月。ISBN 4278045077 - 大きさは新書判で、全1250問・219ページで構成されている。
- 『パネルクイズアタック25公式ファンブック：読めば25倍面白くなる』講談社、2014年9月。ISBN 978-4062189255 - パネルの取り方のルールや、番組のトリビア、データ、予選会・本戦の攻略法と出題された問題の一部が掲載されている。

## ボードゲーム
- 『パネルクイズ アタック25ゲーム』
  - 1979年にタカラ（現：タカラトミー）から発売。ボードゲームシリーズ「スクールパンチ」の新シリーズで、主にクイズ番組を中心としたテレビ番組をゲーム化した「TVゲーム」の一環として発売。解答席は当時と同じで、誤答ペナルティの問題数も3問、そして解答席の後ろには応援席（観客席）も存在していた。解答者は「原田慎一」・「山本一郎」・「榊川郁子」・「桜田淳一」と、山本以外は当時の人気歌手をもじっている。

## ゲームソフト
- 富士通パソコンシステムズ: PlayStation版・Windows 95版・Macintosh版のゲームソフト（全て1997年）を発売[注 115]。
  - PS版: ゲーム内容はオープニングからエンディングのフィルムクイズに至るまで実際の番組（発売当時）の流れを完全に踏襲しており、司会の児玉も実写ムービーで登場するなど、番組の雰囲気の再現性は非常に高い。こちらは、予選会なしで即番組出場できる。ただし、オープニングクイズはなく、1問目でも不正解だと、2問答えられない。クイズゲームとしても、問題数の多さに加え、一度出題された問題はセーブデータに記録されて出題の優先度が下がるなど独自の仕様がある。コンピューターが優勝すると強制終了となる。他にもクイズだけで楽しむモードや、逆にクイズ無しでスロットマシンを使ったモードが楽しめる。また、「勝ち抜きアタック」モードで優勝し、フィルムクイズを正解すると、「ニューヨークの様々な光景」がテーマの映像が流れ、そのあとに「勝利の言葉」が表示される。この言葉、応募券とともに自身のプロフィールなどを郵送すると、先着500名にオリジナルグッズが貰えた。プレイヤーはCGとなっており、コンピューターは人間でその中にデジタルクリエイターの石切山英詔がいる。
  - PC版: PS版では予選が無かったのに対し、こちらは応募ハガキの記入から始まり、予選会の筆記試験、面接を合格できれば番組出場、不合格ならゲームオーバーと、実際の番組参加手順を更に忠実に再現している[注 116]。
- デジキューブ[注 117]： PlayStation 2版のゲームソフト（2002年）を発売[注 118]。
  - PS2版: PC版と同じく予選の応募ハガキの記入からスタートし、予選会に参加する。オリジナル解答者を作って成績を保存する事もできる。予選会もある程度再現されており、筆記試験、面接が行われる。面接の受け答えによっては、ミニゲームに挑戦することもある。応募ハガキの抽選を突破すれば予選会に出場でき、筆記試験や面接に合格できれば本戦に出場できるが、応募ハガキの抽選に落選したり、筆記試験や面接で規定点を満たせなかった場合は不合格でゲームオーバーとなる[注 119]。本戦では当時の司会者の児玉と沢木がポリゴンで登場し[注 120]、1問目はペナルティー無し、アタックチャンスや旅行クイズの前にCMをはさむ（設定で省くことも可能）、パネルが規定の数だけ埋まると、「画面を見て答える問題」「音楽を聞いて答える問題」が出題されるなど、当時の本戦の雰囲気を最大限に踏襲している。他にも専用マルチタップで最大4人まで対戦できるパーティモードがある。優勝するとプロデューサーからデジタルカメラが貰え、コントローラーの操作でスタジオ内をそのカメラで撮ることができ、それを保存しプリンターに繋げてプリントアウトすることもできる。コンピューターが優勝した場合はカットされ番組が終わる（コンピューターは必ず挑戦は失敗に終わる）。そして児玉、沢木、プロデューサーがゲーム内で言った台詞を聞けるモードがあった[注 121]。さらに、ある条件を満たすと、チャンピオン大会モードが追加される。また、タイトル画面でコントローラー2のR1を押すことでパネルシミュレーター機能が利用できる。なおPS版と異なり、海外旅行挑戦権クイズに使われる音楽は著作権の都合により別の曲が使われている。プレイヤーは何色の席になるかはランダムになっている。
  - 同社が発売したPS2ソフト『アメリカ横断ウルトラクイズ』と連動しており、同作の成績データに応じてプレイヤーの自宅背景が変化するというギミックがある。
- なおクイズの問題出題は、発売当時の実際の出題者（1997年のPC・PS版=相馬、2002年のPS2版=沢木）がそれぞれ担当していた。
- このほか、朝日放送のスマートフォン向けサイトで公式ブラウザゲームが、Amazon Alexaで公式スキル（声で解答するクイズゲーム）が、それぞれ地上波の番組終了まで配信されていた。

## 冠スポンサー
この番組の冠スポンサーは以下のように移り変わっている。1986年4月6日から9月28日までの間、1992年3月15日から6月28日までの間、2000年7月2日以降は冠が付かず、単に「パネルクイズ アタック25」として放送されている。
| 放送期間               | 冠スポンサー                            | 番組名                             |
| ---------------------- | --------------------------------------- | ---------------------------------- |
| 1975年4月 - 1986年3月  | 東洋リノリユーム（現在：東リ/一社提供） | 東リ・パネルクイズアタック25       |
| 1986年10月 - 1987年3月 | アルインコ（一社提供）                  | アルインコ・パネルクイズアタック25 |
| 1987年4月 - 1992年9月  | 日興證券・日興投信（各60秒）            | 日興パネルクイズ アタック25        |
| 1992年10月 - 2000年6月 | 東リ（90秒または120秒）                 | 東リ・パネルクイズアタック25       |

アルインコは1987年4月に冠スポンサーから外れてからも翌年3月までスポンサーを継続した。
東リは上記以外にも1991年10月 - 1992年6月（30秒枠）、1992年7月 - 9月（60秒枠）、2000年7月 - 2002年3月（60秒枠）、2007年4月 - 2008年3月（30秒枠）にも提供したことがある。長期にわたって当番組のスポンサーだった関係から、スポンサー降板後もスタジオのセットに同社の製品が使われており、スタッフロールにも名前が出ている他、東リの社史にも児玉・豊島時代の写真とともに当番組の説明が載せられるなど結びつきは依然強い。また、「東リ・パネルカーペット・アタック」シリーズの商品名はこの番組の名称にちなんでいる。
提供クレジットは、番組開始当初の東洋リノリユーム一社提供時代は、白地に同社のシンボルマークの大写しを使用、その後日興證券時代を経て複数スポンサーになってからは1996年9月29日までブルーバックが使用されていたが、その後はスタジオ映像に提供クレジットを重ねる形式となった。2012年4月1日から2015年3月29日までは、番組オープニングのCG映像に提供クレジットを重ねていたが、2015年4月5日からは、番組オープニングのCG映像の後、谷原がスタジオに入場する映像に提供クレジットを重ねる形式となった。
地上波における番組最終盤の頃の主要な筆頭協賛社はジャパネットたかたと世田谷自然食品であった。前者がスポンサーとなったことが縁となり、上記の衛星放送での復活にもあるように、2022年3月よりBSJapanextで「パネルクイズ アタック25 Next」の放送開始へと繋がった。

## ネット局と放送時間

### Next⇒BS10時代
| 放送対象地域 | 放送局            | 放送日時           | 備考 |
| ------------ | ----------------- | ------------------ | --- |
| 日本全国     | BSJapanext ↓ BS10 | 日曜 13:25 - 14:25 | 2022年6月12日より公式アプリ「つながるジャパネット」での同時配信・本放送後の見逃し配信を実施。字幕放送を実施 |
| 日本全国     | BSJapanext ↓ BS10 | 土曜 13:00 - 14:00 | 再放送。字幕放送を実施。                                                                                    |

### 地上波時代
| 放送対象地域   | 放送局                       | 系列           | 放送日時           | 備考       |
| -------------- | ---------------------------- | -------------- | ------------------ | ---------- |
| 近畿広域圏     | 朝日放送テレビ（ABC TV）     | テレビ朝日系列 | 日曜 13:25 - 13:55 | 制作局     |
| 北海道         | 北海道テレビ（HTB）          | テレビ朝日系列 | 日曜 13:25 - 13:55 | 同時ネット |
| 青森県         | 青森朝日放送（ABA）          | テレビ朝日系列 | 日曜 13:25 - 13:55 | 同時ネット |
| 岩手県         | 岩手朝日テレビ（IAT）        | テレビ朝日系列 | 日曜 13:25 - 13:55 | 同時ネット |
| 宮城県         | 東日本放送（KHB）            | テレビ朝日系列 | 日曜 13:25 - 13:55 | 同時ネット |
| 秋田県         | 秋田朝日放送（AAB）          | テレビ朝日系列 | 日曜 13:25 - 13:55 | 同時ネット |
| 山形県         | 山形テレビ（YTS）            | テレビ朝日系列 | 日曜 13:25 - 13:55 | 同時ネット |
| 福島県         | 福島放送（KFB）              | テレビ朝日系列 | 日曜 13:25 - 13:55 | 同時ネット |
| 関東広域圏     | テレビ朝日（EX）             | テレビ朝日系列 | 日曜 13:25 - 13:55 | 同時ネット |
| 長野県         | 長野朝日放送（abn）          | テレビ朝日系列 | 日曜 13:25 - 13:55 | 同時ネット |
| 新潟県         | 新潟テレビ21（UX）           | テレビ朝日系列 | 日曜 13:25 - 13:55 | 同時ネット |
| 静岡県         | 静岡朝日テレビ（SATV）       | テレビ朝日系列 | 日曜 13:25 - 13:55 | 同時ネット |
| 石川県         | 北陸朝日放送（HAB）          | テレビ朝日系列 | 日曜 13:25 - 13:55 | 同時ネット |
| 中京広域圏     | 名古屋テレビ（メ〜テレ/NBN） | テレビ朝日系列 | 日曜 13:25 - 13:55 | 同時ネット |
| 広島県         | 広島ホームテレビ（HOME）     | テレビ朝日系列 | 日曜 13:25 - 13:55 | 同時ネット |
| 山口県         | 山口朝日放送（yab）          | テレビ朝日系列 | 日曜 13:25 - 13:55 | 同時ネット |
| 香川県・岡山県 | 瀬戸内海放送（KSB）          | テレビ朝日系列 | 日曜 13:25 - 13:55 | 同時ネット |
| 愛媛県         | 愛媛朝日テレビ（eat）        | テレビ朝日系列 | 日曜 13:25 - 13:55 | 同時ネット |
| 福岡県         | 九州朝日放送（KBC）          | テレビ朝日系列 | 日曜 13:25 - 13:55 | 同時ネット |
| 長崎県         | 長崎文化放送（ncc）          | テレビ朝日系列 | 日曜 13:25 - 13:55 | 同時ネット |
| 熊本県         | 熊本朝日放送（KAB）          | テレビ朝日系列 | 日曜 13:25 - 13:55 | 同時ネット |
| 大分県         | 大分朝日放送（OAB）          | テレビ朝日系列 | 日曜 13:25 - 13:55 | 同時ネット |
| 鹿児島県       | 鹿児島放送（KKB）            | テレビ朝日系列 | 日曜 13:25 - 13:55 | 同時ネット |
| 沖縄県         | 琉球朝日放送（QAB）          | テレビ朝日系列 | 日曜 13:25 - 13:55 | 同時ネット |

- BSデジタル放送のBS朝日、CS放送のスカイ・A及びテレ朝チャンネルでは放送されていなかった。
- 制作局であるABC TVでは、夏の高校野球の大阪大会決勝や全国大会準々決勝、準決勝が日曜日と重なった場合は、後日に臨時枠移動もしくは放送時間繰り上げとし、テレビ朝日を始め系列フルネット23局に対しては、本来の放送日時に先行ネットもしくは遅れネットとしていた（各系列局への裏送り）。
- テレビ朝日系列フルネット局の都合（夏の高校野球県大会等）により、臨時に放送日時が変更された場合、ネットスポンサー・字幕放送はそのままとなっていた。

#### 地上波終了以前に打ち切ったネット局
※系列は放送当時の系列。
| 放送対象地域   | 放送局                | 系列                                         | 備考 |
| -------------- | --------------------- | -------------------------------------------- | --- |
| 秋田県         | 秋田放送（ABS）       | 日本テレビ系列                               | 1987年の一時期 |
| 山形県         | 山形放送（YBC）       | 日本テレビ系列 テレビ朝日系列                | 1993年3月、YTS移行まで放送 |
| 宮城県         | 宮城テレビ（mm34）    | 日本テレビ系列 テレビ朝日系列                | 1975年4月から9月まで、日曜 15:45 - 16:15に放送 1975年10月の東日本放送開局に伴い移行                                                                                      |
| 福島県         | 福島中央テレビ（FCT） | 日本テレビ系列 テレビ朝日系列                | 1980年4月から1981年9月まで、土曜 12:30 - 13:00に放送 1981年10月の福島放送開局に伴い移行                                                                                  |
| 新潟県         | 新潟放送（BSN）       | TBS系列                                      | 1981年3月29日まで。毎週日曜 17:00 - 17:30にて放送。 |
| 新潟県         | 新潟総合テレビ（NST） | フジテレビ系列 テレビ朝日系列                | 現在：NST新潟総合テレビ テレビ新潟（TNN（現在：TeNY））開局に伴う移行。 1981年4月5日から1983年9月25日まで。 同時ネットだったが、翌週から開局したNT21（現在：UX）へ移行。 |
| 長野県         | テレビ信州（TSB）     | 日本テレビ系列 テレビ朝日系列                | 1980年10月5日から1991年3月31日、ABN（現在：abn）開局まで放送 |
| 静岡県         | テレビ静岡（SUT）     | フジテレビ系列                               | 1975年4月13日から1978年3月26日まで。SKT（現在：SATV）開局までの3か月間は未放送。 『東リクイズ・イエス・ノー』の後番組扱いで毎週日曜14時から放送。                        |
| 富山県         | 富山テレビ（BBT）     | フジテレビ系列                               | 1986年6月21日に土曜 16:00 - 16:30にて放送開始。その後幾度も放送時間を変更し、2009年3月26日まで放送された。                                                               |
| 石川県         | 北陸放送（MRO）       | TBS系列                                      | 土曜 17:25 - 17:55にて放送 1986年9月27日に打ち切り。 |
| 福井県         | 福井テレビ（FTB）     | フジテレビ系列                               | 1986年9月時点では木曜 19:00 - 19:30にて放送。 その後一旦打ち切りを経て1987年10月3日より土曜 17:25 - 17:55にて放送再開された。 終了時期は不明。                           |
| 島根県・鳥取県 | 山陰中央テレビ（TSK） | フジテレビ系列                               | 1994年3月まで |
| 岡山県         | 岡山放送（OHK）       | フジテレビ系列 テレビ朝日系列                | 放送当時の愛称：テレビ岡山、1979年3月まで 4月の岡山・香川両県 エリア一本化によりKSBへ一本化                                                                              |
| 愛媛県         | テレビ愛媛（EBC）     | フジテレビ系列                               | 1986年10月放送開始で木曜 19:00 - 19:30、1988年4月以降は金曜 19:00 - 19:30。 1995年3月、EAT（現在：eat）開局まで放送                                                      |
| 高知県         | テレビ高知（KUTV）    | TBS系列                                      | 1996年9月29日から1998年3月16日まで放送 |
| 熊本県         | テレビくまもと（TKU） | フジテレビ系列 テレビ朝日系列                | 1989年9月、KAB開局まで放送 |
| 宮崎県         | テレビ宮崎（UMK）     | フジテレビ系列 日本テレビ系列 テレビ朝日系列 | 1996年10月にMRTへ移行 |
| 宮崎県         | 宮崎放送（MRT）       | TBS系列                                      | 1996年10月にテレビ宮崎から移行。2002年12月に一旦打ち切った後、 2012年4月7日に放送再開するも、2017年9月30日を以て打ち切り。                                               |
| 鹿児島県       | 南日本放送（MBC）     | TBS系列                                      | 1982年9月まで毎週土曜 17:00より遅れネットで放送。翌10月のKKB開局に伴い同時ネットで移行。                                                                                 |

### 放送時間の変遷
| 期間                                     | 放送時間（日本時間）       |
| ---------------------------------------- | -------------------------- |
| 1975年4月 - 1975年9月                    | 日曜 13:15 - 13:40（25分） |
| 1975年10月 - 1994年9月                   | 日曜 13:15 - 13:45（30分） |
| 1994年10月 - 2021年9月                   | 日曜 13:25 - 13:55（30分） |
| （中断期間。これ以下はBSJapanextで放送） |                            |
| 2022年3月 - 2022年7月                    | 日曜 13:00 - 14:00（60分） |
| 2022年8月 - 2022年9月                    | 日曜 13:30 - 14:30（60分） |
| 2022年10月 - 2022年11月                  | 日曜 13:25 - 14:30（65分） |
| 2022年12月 - 現在                        | 日曜 13:25 - 14:25（60分） |

## スタッフ
- 構成：儀賀保秀（儀賀→2019年12月8日 - 、以前は問題作成）、横山聡
- 問題作成：秋田千枝、髙橋勇樹
- 問題チェック：松坂明人、森田恵美子、辰優香
- 音楽：山下毅雄
- 技術：木下和範、當房尚子
- CG：松嶋智子
- 美術協力：つむら工芸、パックス工業株式会社
- 技術協力：コスモ・スペース、SOLA、ハートス、麻布プラザ
- AD：熊谷桃子、北野優
- FD：林奈実
- AP：前川裕美
- ディレクター：山内貴博、関口渉、山口健四郎、阪上祐一郎
- プロデューサー：
  - （朝日放送テレビ）秋山利謙（1997年4月6日 - 2000年3月26日・2015年4月5日 - 、以前はABCリブラでCP）、田野和彦（2022年6月12日 - ）
  - （BS10）安藤勇貴
  - （ABCリブラ）大谷明日香（2021年4月4日 - 、以前はAP）
- 制作：ABCリブラ（2015年4月5日 - ）
- 制作著作：BSJapanext→BS10、朝日放送テレビ

### 過去のスタッフ
- 構成：高見孔二（地上波最終回まで）、矢野了平（Next初回～2023年3月分まで）
- 構成、監修：堤章三
- 問題アドバイザー： 山口牧生
- 問題作成：井上望、奥村康治、倉片陽子、多田奈々、西村麻耶、鍋谷直輝、山口真弓【週替わりでクレジット】、土屋幸喜（2015年5月 - 2018年頃まで構成）、松坂明人、藤田曜、山口秋成【週替わりでクレジット】/井上康宏、秋田千枝、辻有可、高山拓志、井上久美子、矢野了平
- 問題チェック：吉氏眞理、矢野郁子、鎌塚百美、倉橋光子、川見郁子、弘中麻由、髙橋勇樹（髙橋→以前は問題作成）、戸高米友見【週替わりでクレジット】
- SW：板谷諒介（以前はVE）、波田純一（ABC TV）【週替わりでクレジット】/岡田光司（ABC TV）
- SW/カメラ：手塚西都子（ABC TV）【回によって担当が異なる】
- カメラ：小川幸雄、松岡俊樹（朝日放送テレビ）、川崎拓真【週替わりでクレジット】/芝田幸司・渡邉一樹（ABC TV）
- VE：大杉貴則、鹿嶋友樹、東浦步実【週替わりでクレジット】/丸尾恵介・宇佐美貴士（ABC TV）、瀧晃一、東聡
- 音声：掛橋芳之、村井信夫、山下真由【週替わりでクレジット】
- 音声/MA：西森大記（ABC TV）、牛越大輔（以前は音声）、滝川毅（アイネックス）【週替わりでクレジット】/坂本宗之（ABC TV）【週替わりでクレジット・回によって担当が異なる】
- MA：清水俊孝（ABC TV）【週替わりでクレジット・回によって担当が異なる】
- 照明：並川完次、重國裕治（ABC TV）、岡崎麻衣【週替わりでクレジット】/安本雅司（ハートス）、瀧本貴士（ABC TV）
- SE：角田研
- セットデザイン：田中彰洋（以前は美術）
- 美術：高岡慎治、岡嶋芳子、吉沢みちる
- VTR問題チェック：井上景子（以前は問題チェック）
- 音響効果：シャカデリック
- CG：竹内淳、松嶋智子
- TK：岡島美榮（栄）子
- 庶務：田村圭
- 編集：田中弘、吉田貞樹、新田威史、楠本由希子、中山裕、藤井紀雄（ABC TV）、森島健太・井原理恵・林香奈（アイネックス）【週替わりでクレジット】
- CG：木村卓、中本勝也
- 宣伝：藤田高一郎（ABC TV、2018年10月28日まで）、江﨑希与子（ABC TV、2018年11月11日 - 2019年11月17日）、高原彩（ABC TV、2019年11月24日 - ）、岡﨑由記（ABC TV、以前は2021年2月7日から一時期AP担当）
- 協力：JTBグループ PTS（2019年3月31日まで）、東リ
- 制作協力：kagami→（以前はカガミ<旧各務プロダクション>）Bestie（2021年1月10日 - 2023年）
- FD：石原朋子、工藤唯加、塩貝奏葉、大谷蓮
- AD：幡谷和久、矢沢克之、大幸雅弘、竹島和彦、濱田崇充、小松幸一、吉栖成美、髙坂百加、林彩乃
- ディレクター：北條信之、岡本悦治、田中夏人、倉本拓、清水雄一郎（清水→以前はFD）、及川瑞葉、柿森征信、番場徹、弘田徹、鳥海久慎、小城修哉、木下浩一、佐々木聡子、佐々木匡哉、佐藤真澄、矢野政臣、朝日源、植田貴之、朝比茂信、山田大樹、大橋洋平、後藤真実子、神崎宗弘、山本真也、金谷祐馬、山田知道、杉井雄哉、武藤勇次、恵村悟、塚本知里
- プロデューサー：河野雅人、月村潔、吉田多満子、北條信之、野条清（野条→以前はディレクター、現在：放送番組審議会事務局長）、岩城正良（以前はAD→ディレクター、現在：ABC Radio取締役、元ABCテレビ制作局長補佐）、尾島憲、渡邊拓史（渡邊→ABC TV、2016年4月10日 - 2019年8月18日、以前はディレクター）、樋笠りえ（ABC TV、2019年6月23日 - 2020年1月12日・2021年9月26日）、中川翔子（ABC TV、2019年秋頃 - 2020年12月20日）、山口正樹（ABC TV、2020年12月27日 - ）、渡辺伶生（BSJapanext、2022年4月3日 - 7月31日）、田中和也（ABC TV、2022年4月3日 - 2023年3月）、永井いずみ（BSJapanext、2022年8月7日 - 2023年3月）、内山就隆（2023年4月9日 -2024年6月）綾川由里絵（2019年5月26日 -2023年10月 、以前はAP）
- 制作：小森成樹（以前はチーフプロデューサー、元ABCリブラ代表取締役社長）